# Паньюй
Панью́й (кит. упр. 番禺, пиньинь Pānyú) — район городского подчинения города субпровинциального значения Гуанчжоу провинции Гуандун (КНР). Благодаря университетскому городку на острове Сяогувэй район является крупнейшим образовательным центром Гуанчжоу. 

## География
Паньюй расположен в южной части Гуанчжоу, с севера он граничит с городскими районами Ливань, Хайчжу и Хуанпу, с юга — с районом Наньша. С востока к району Паньюй примыкает округ Дунгуань, а с запада — округ Фошань.
Фактически Паньюй занимает остров, образованный рукавами Жемчужной реки. Кроме того, в состав района входит несколько более мелких речных островов — Наньпу, Луоси и Сяогувэй на севере, Хайсин и Даша — на востоке, Дадаоша и Гуаньиньша — на юге.
На территории района Паньюй находятся два больших лесных парка — Дафушань и Дишуйянь.

## История
Ещё во времена империи Цинь — самой первой централизованной империи в истории Китая — в 214 году до н. э. был создан Наньхайский округ (南海郡), власти которого разместились в уезде Паньюй (番禺县). В конце III века до н. э. эти земли попали в состав обширного государства Наньюэ, основатель которого Чжао У-ди сделал Паньюй своей столицей. В 111 году до н. э. император У-ди захватил Наньюэ, присоединив Гуандун к Ханьской империи. Постепенно ханьцы заселили дельту Жемчужной реки, оттеснив племена байюэ в Индокитай.  
Во времена империи Суй Наньхайский округ был в 589 году расформирован, а уезд Паньюй был в 590 году переименован в уезд Наньхай (南海县). После смены империи Суй на империю Тан (618 год) восточная часть уезда Наньхай была в 621 году выделена в отдельный уезд, вновь получивший название Паньюй.
Во времена «Кантонской системы» (1757–1842) основным портом Гуанчжоу служил остров Пачжоу, также известный как Вампоа (Wampoa). Однако французы избрали для своей базы соседний остров Сяогувэй, который стали называть «Французским островом». На Сяогувэй имелись причалы, судоремонтные мастерские, склады и католическое кладбище. На фоне революционных и наполеоновских войн британский флот регулярно блокировал французам доступ в Гуанчжоу.  
В 1921 году урбанизированная часть уезда Паньюй (Юэсю, а также части современных районов Ливань, Хайчжу, Тяньхэ, Байюнь и Хуанпу) была выделена в отдельный город Гуанчжоу.
После вхождения этих мест в состав КНР был создан Специальный район Чжуцзян (珠江专区), и уезд вошёл в его состав. В 1952 году Специальный район Чжуцзян был расформирован, и уезд перешёл в состав Административного района Юэчжун (粤中行政区). В 1955 году Административный район Юэчжун был упразднён, а вместо него было создано три Специальных района, и уезд оказался в составе Специального района Фошань (佛山专区). 
В ноябре 1958 года Специальный район Фошань был переименован в Специальный район Гуанчжоу (广州专区), а уезды Паньюй и Шуньдэ были 15 декабря 1958 года объединены в уезд Паньшунь (番顺县), но уже в январе 1959 года специальному району было возвращено прежнее название. В октябре 1959 года уезд Паньшунь был вновь разделён на уезды Паньюй и Шуньдэ.
В 1970 году Специальный район Фошань был переименован в округ Фошань (佛山地区). В 1975 году уезд Паньюй был передан из округа Фошань под юрисдикцию Гуанчжоу. Постановлением Госсовета КНР от 20 мая 1992 года уезд Паньюй был преобразован в городской уезд. 8 июля 1993 года в городском уезде Паньюй была образована зона экономического и технологического развития «Гуанчжоу Наньша».
Постановлением Госсовета КНР от 21 мая 2000 года городской уезд Паньюй был преобразован в район городского подчинения. Постановлением Госсовета КНР от 28 апреля 2005 года зона экономического и технологического развития «Гуанчжоу Наньша» была выделена в отдельный район городского подчинения Наньша. 30 ноября 2012 года из района Паньюй в район Наньша было передано 3 посёлка (Дунчун, Даган и Ланьхэ).

## Население

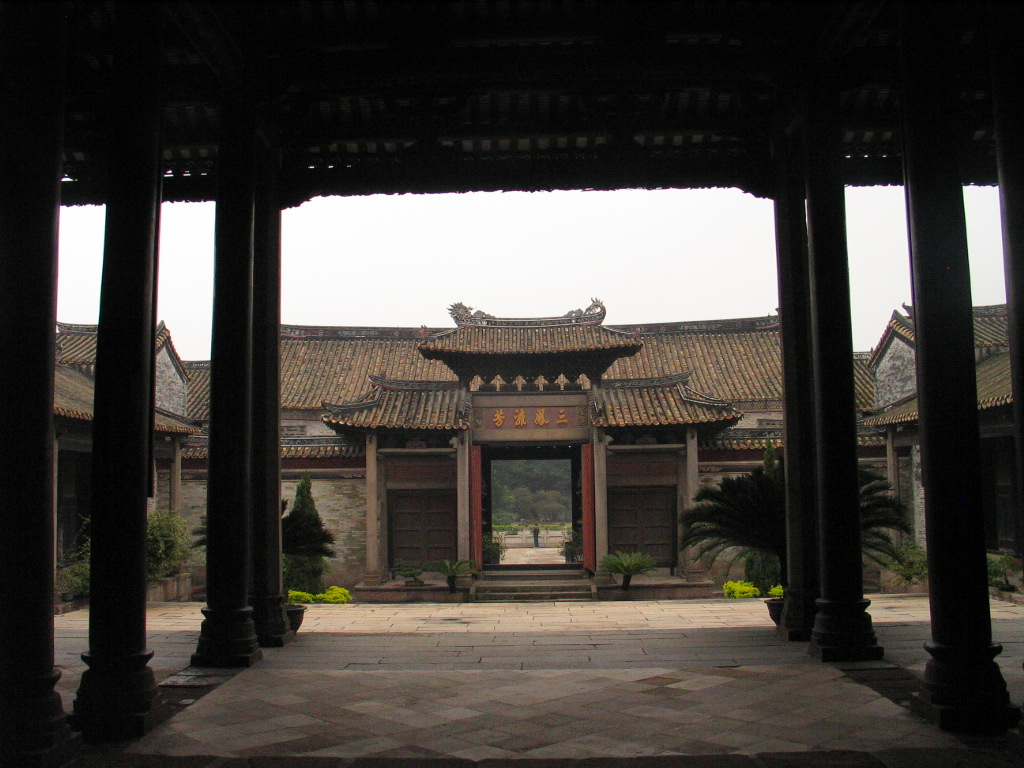
Храм предков в Паньюй

Подавляющее большинство населения района Паньюй составляют ханьцы, говорящие на кантонском диалекте. Значительную общину составляют переселенцы из Северного и Центрального Китая, говорящие на путунхуа и других диалектах китайского. В прибрежной части района сохранилось небольшое число представителей народности танка, а в деревнях — представителей хакка.
Большие диаспоры потомков выходцев из Паньюя имеются в Гонконге, Макао, Канаде, США, Юго-Восточной Азии, на Тайване и Филиппинах.
Верующие жители Паньюй исповедуют буддизм, даосизм, народную религию и культ предков. Храмы предков расположены во многих кварталах и деревнях, являясь одновременно и религиозными учреждениями, и общественными центрами отдельной семьи или рода.

## Административное деление
Район делится на 11 уличных комитетов и 5 посёлков. В составе района имеется 305 деревень. 
- Шицяо (Shiqiao)
- Чжункун (Zhongcun)
- Шиби (Shibi)
- Даши (Dashi)
- Луопу (Luopu)
- Далун (Dalong)
- Донхуань (Donghuan)
- Цяонань (Qiaonan)
- Шатоу (Shatou)
- Сяогувэй (Xiaoguwei)
- Нанкун (Nancun)
- Синьцзао (Xinzao)
- Хуалун (Hualong)
- Шилоу (Shilou )
- Шици (Shiqi)
- Шавань (Shawan)

Административный и деловой центр района расположен в субрайоне Шицяо (здесь базируются районный суд, полиция и отделение Компартии). В субрайоне Даши расположена крупная тюрьма Паньюй (Panyu Prison).

## Экономика

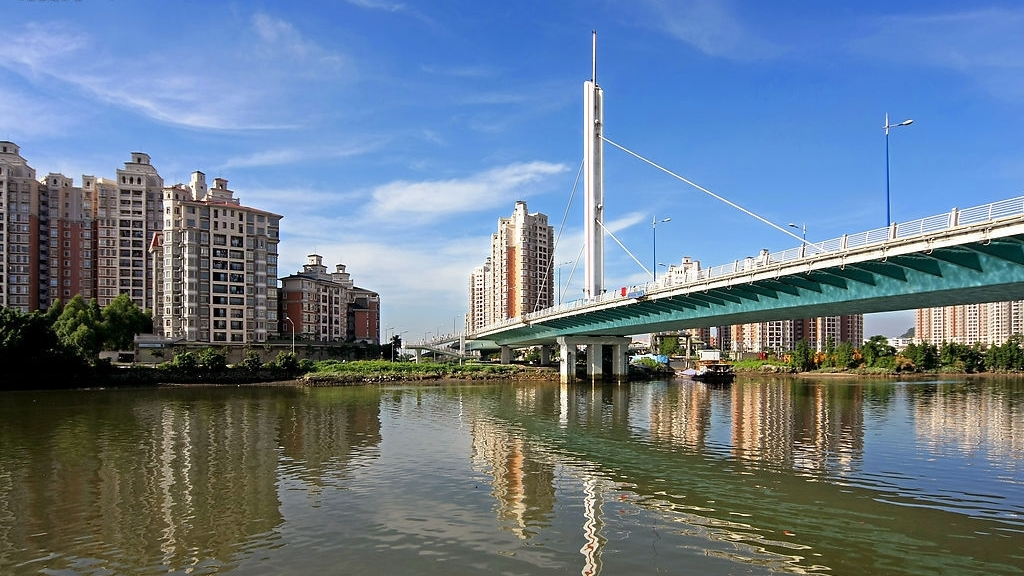
Мост Сили

В районе Паньюй расположено много фабрик, которые производят одежду (в том числе для таких платформ электронной коммерции как Shein, Temu, AliExpress и Vipshop), детские игрушки (в том числе настольные игры, детские автомобили, оборудование для видеоигр), различную бижутерию и ювелирные изделия. В районе находится «Жемчужный город» — центр оптовой и розничной торговли ювелирными изделиями и драгоценными камнями.
Промышленные предприятия сконцентрированы в Huijiang Industrial Zone, Jinxiu Industrial Park и Fumei Industrial Park. Кроме того, в Паньюе расположены автосборочный завод GAC Fiat Chrysler (совместное предприятие GAC Group и Fiat Chrysler Automobiles), исследовательский центр компании Cisco. 

### Туризм

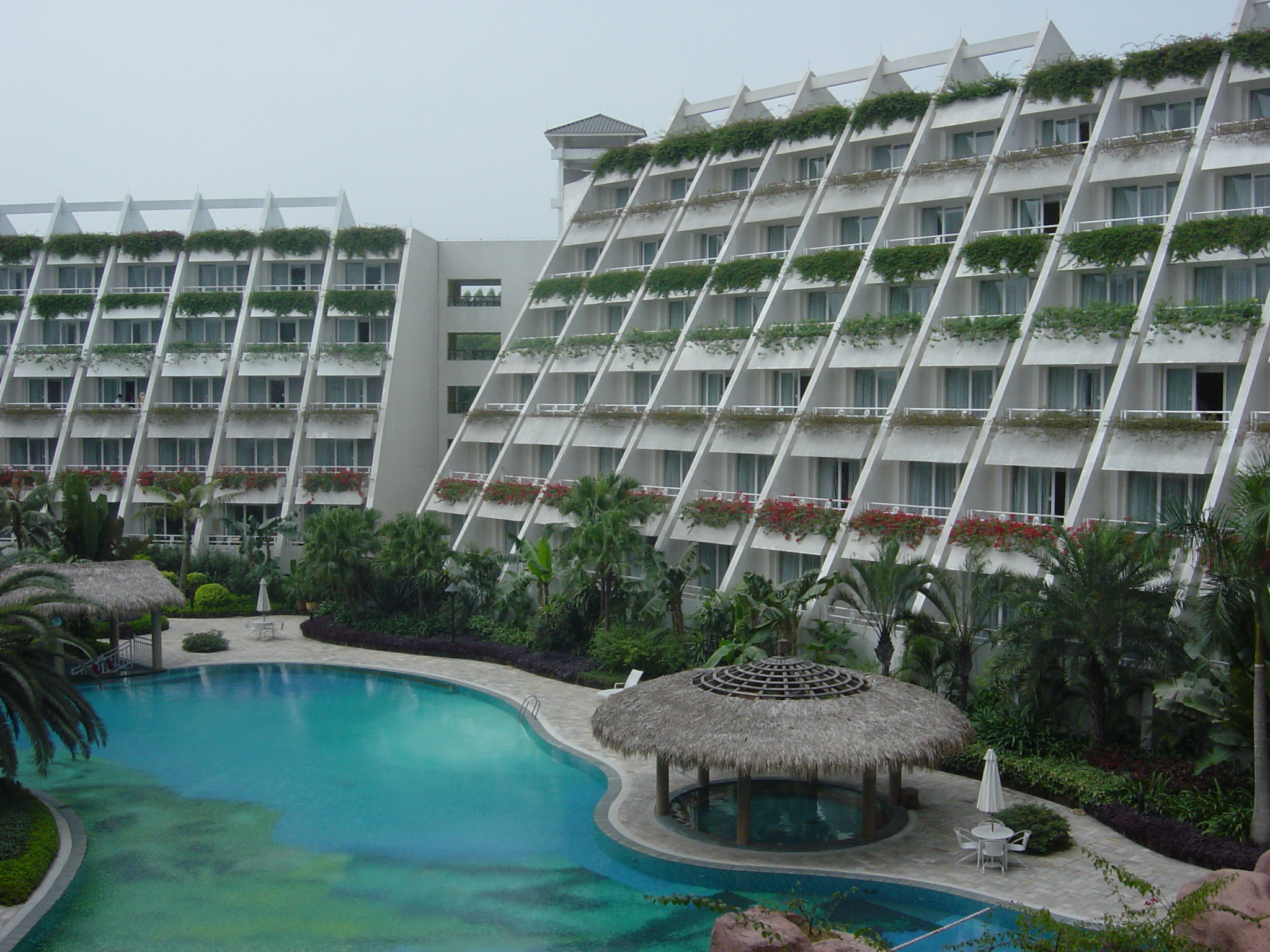
Отель на территории курорта Chimelong

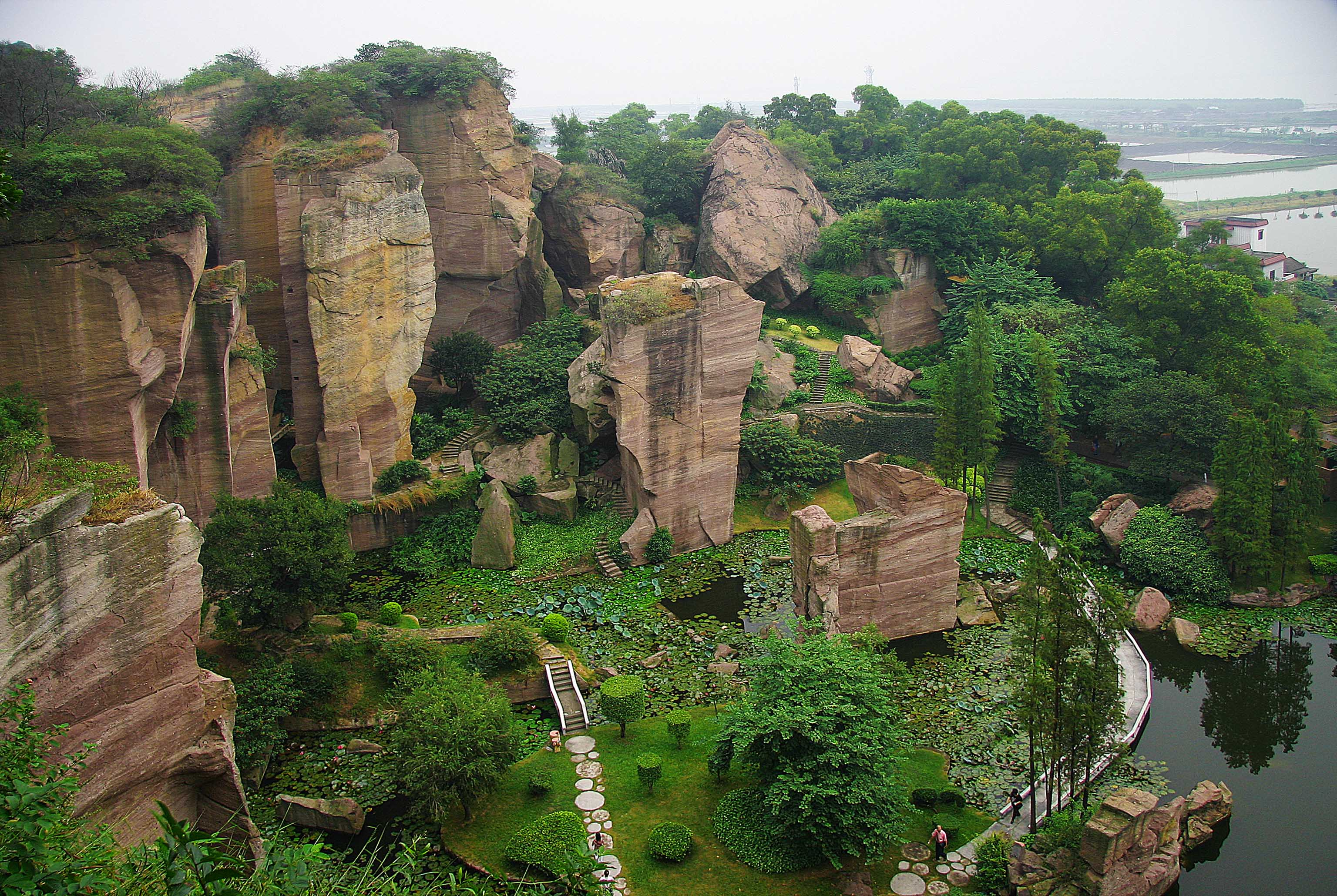
Лотос-Хилл
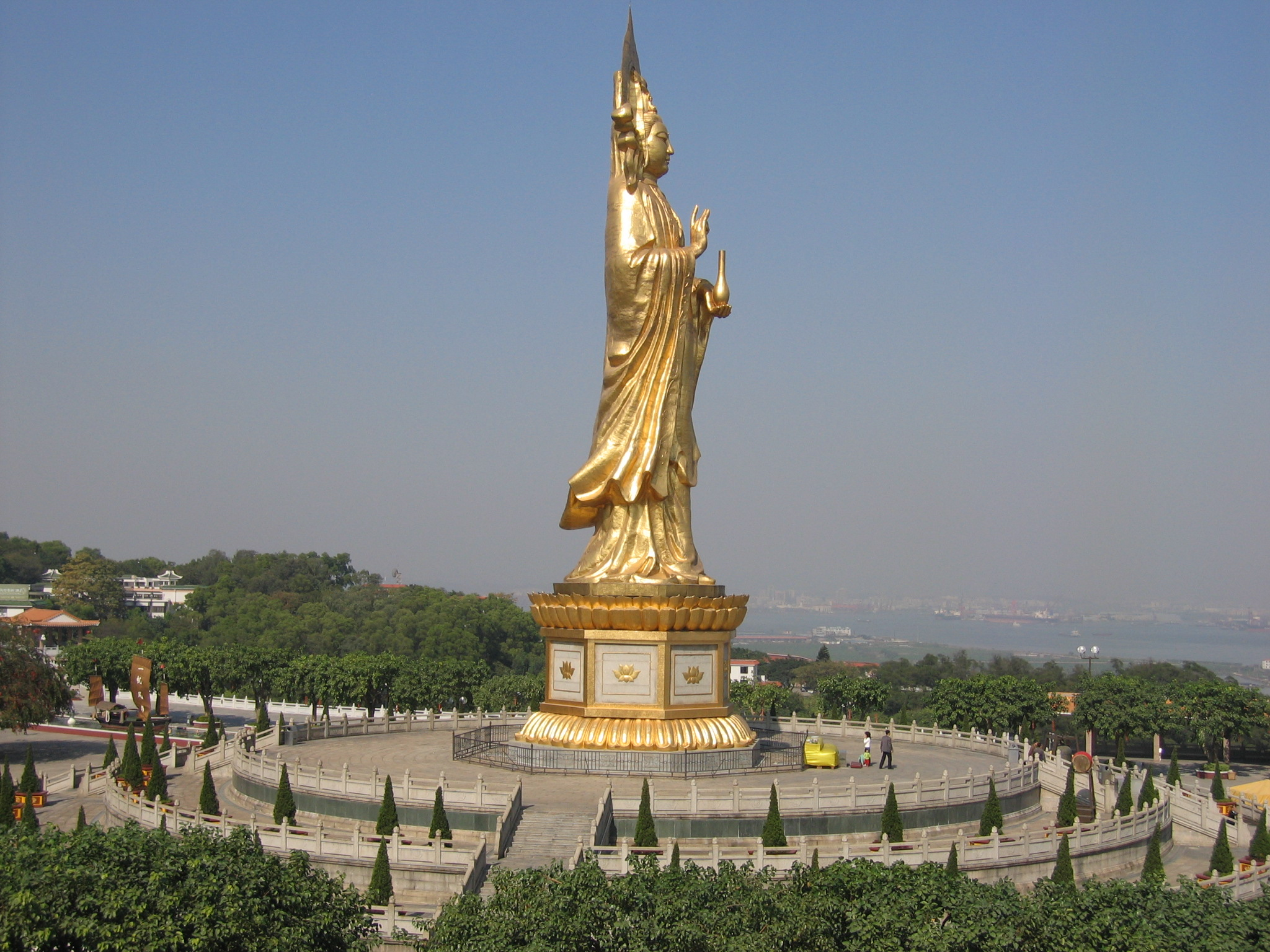
Лотос-Хилл
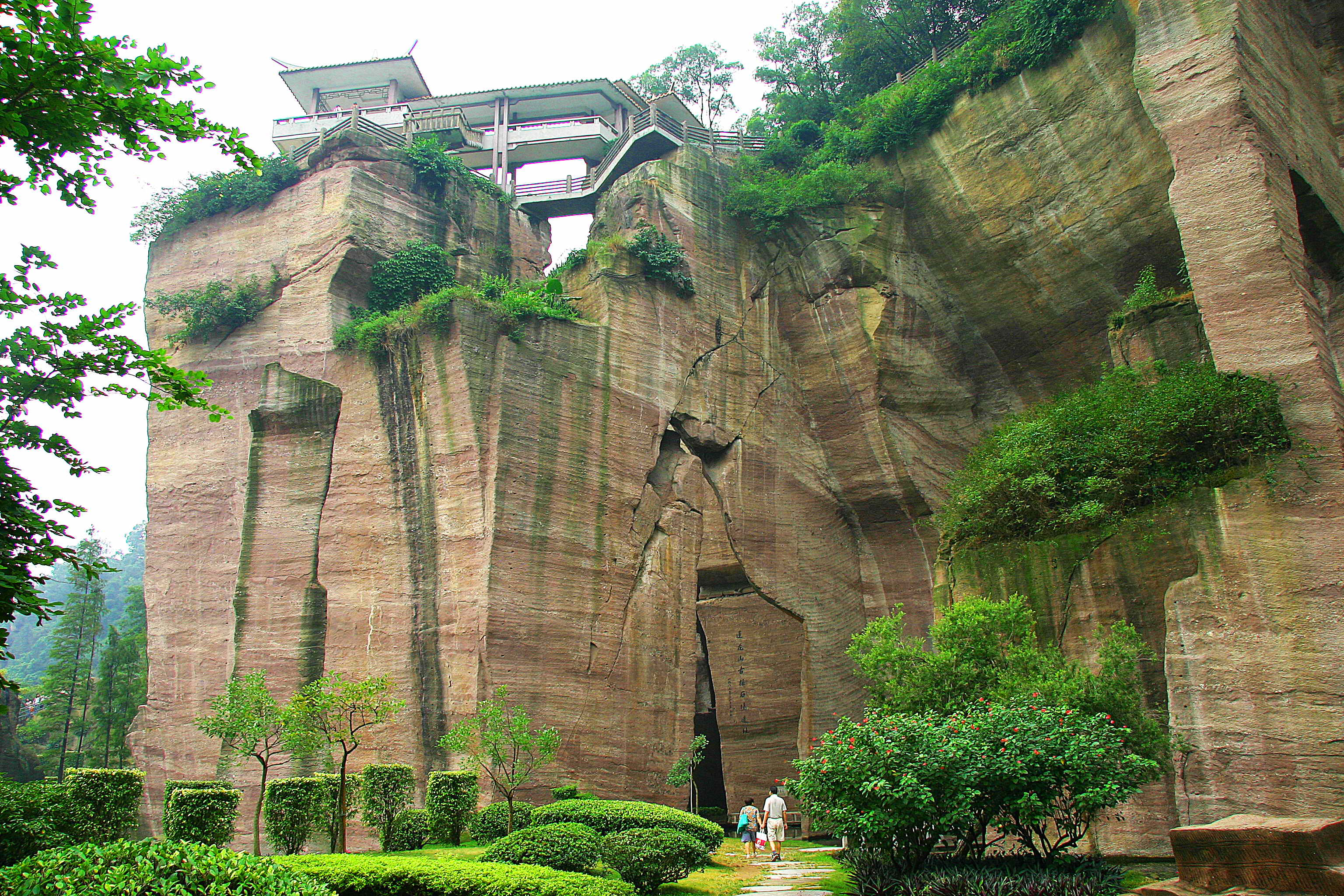
Лотос-Хилл
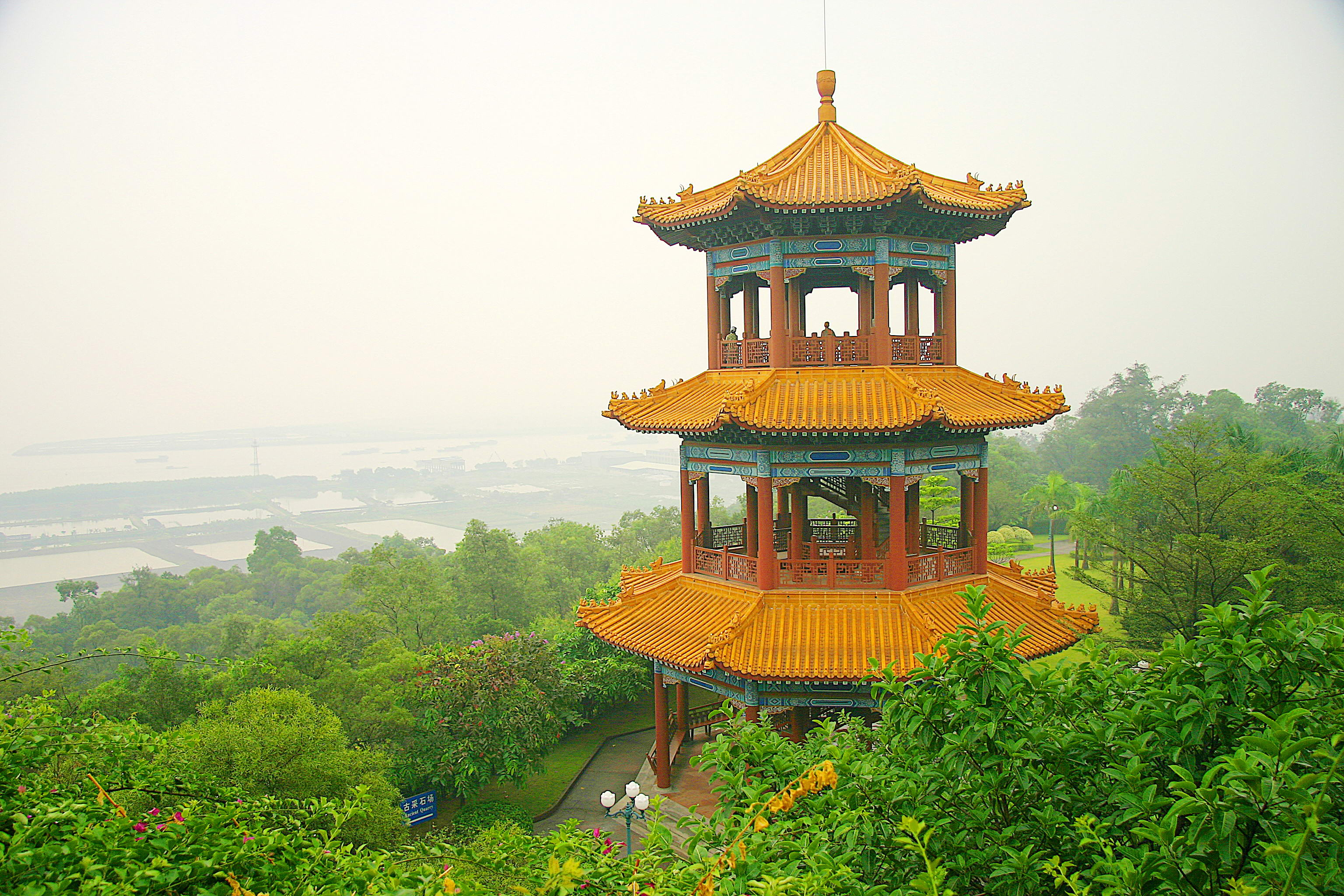
Лотос-Хилл

В районе Паньюй расположен обширный Guangzhou Chimelong Tourist Resort, которым управляет оператор развлекательных парков Chimelong Group (Гуанчжоу). В состав данного комплекса входят парк развлечений, крытый цирк, два зоопарка, аквапарк, три отеля, центр конференций, множество ресторанов, кафе и магазинов. Парк развлечений Chimelong Paradise открылся в 2006 году на территории площадью 60 гектаров.  
- Парк развлечений Chimelong Paradise
- Аквапарк Chimelong Water Park
- Зоопарк Chimelong Safari Park
- Птичий парк Chimelong Birds Park

Кроме развлекательного комплекса Chimelong туристы, приезжающие в район Паньюй, также посещают сад Баомо, сад Юйинь Шаньфан и горы Лотоса. Сад Баомо расположен на юго-западной оконечности района Паньюй. Он славится своими прудами, каналами, фонтанами, павильонами, беседками, воротами, мостами и скульптурами. Сад Юйинь Шаньфан, который с 2001 года входит в список культурных памятников Китая, расположен в субрайоне Нанькун. Он также знаменит своими прудами, гротами, храмами, пагодами, жилыми домами, воротами и беседками в традиционном стиле. 
В восточной части района Паньюй, рядом с Жемчужной рекой расположены горы Лотоса (Ляньхуашань), также известные как холм Лотоса (108 метров). В этом гористом национальном парке можно увидеть несколько озёр, карьер эпохи Западная Хань, копию старинной крепости, две красивые пагоды, огромную статую Гуаньинь, пруды со скульптурами и павильонами. Ежегодно сюда приезжают тысячи туристов, чтоб увидеть фестиваль лотосов и цветение персиковых садов. Вокруг парка расположено несколько отелей, а также множество сувенирных магазинов и ресторанов.

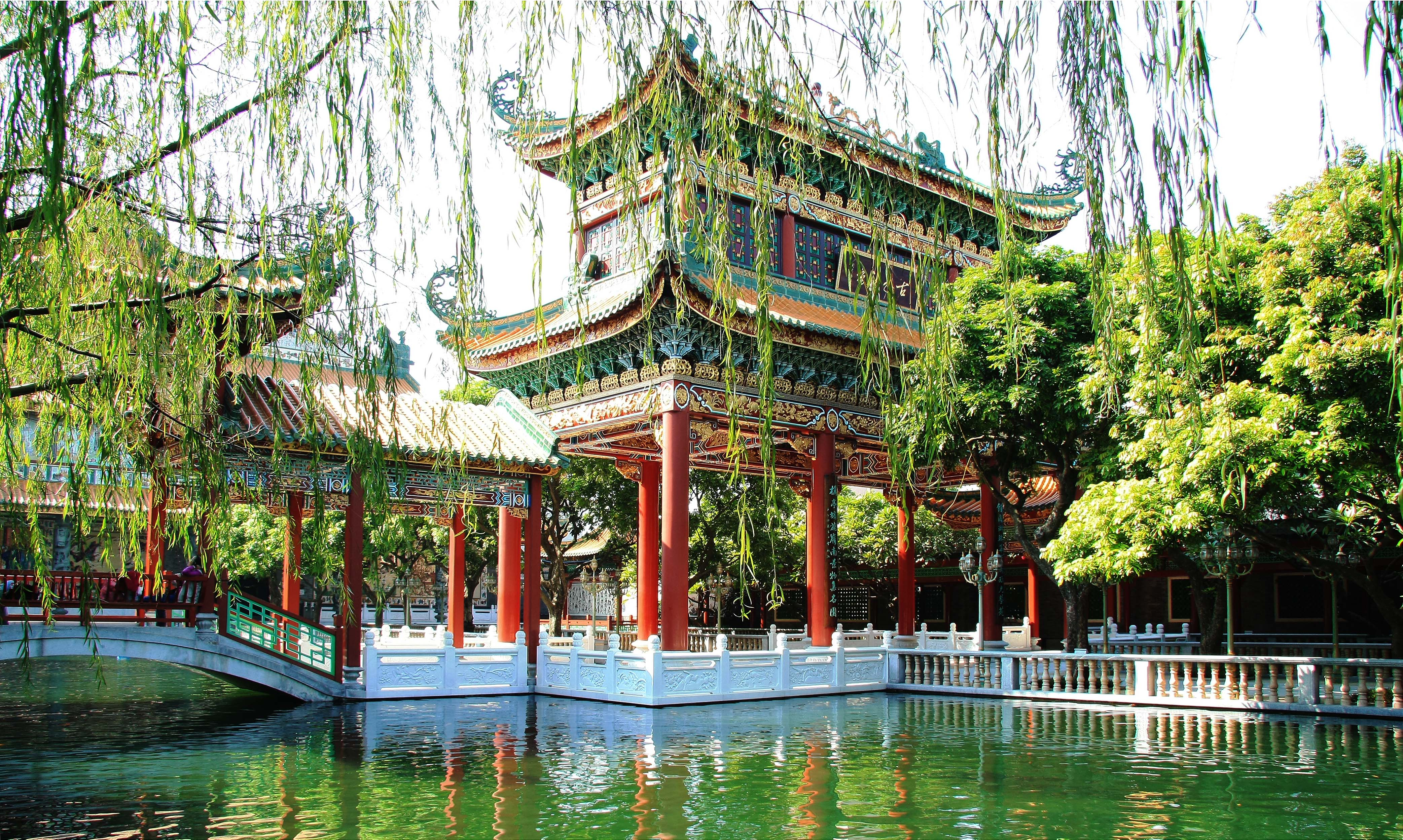
Сад Баомо
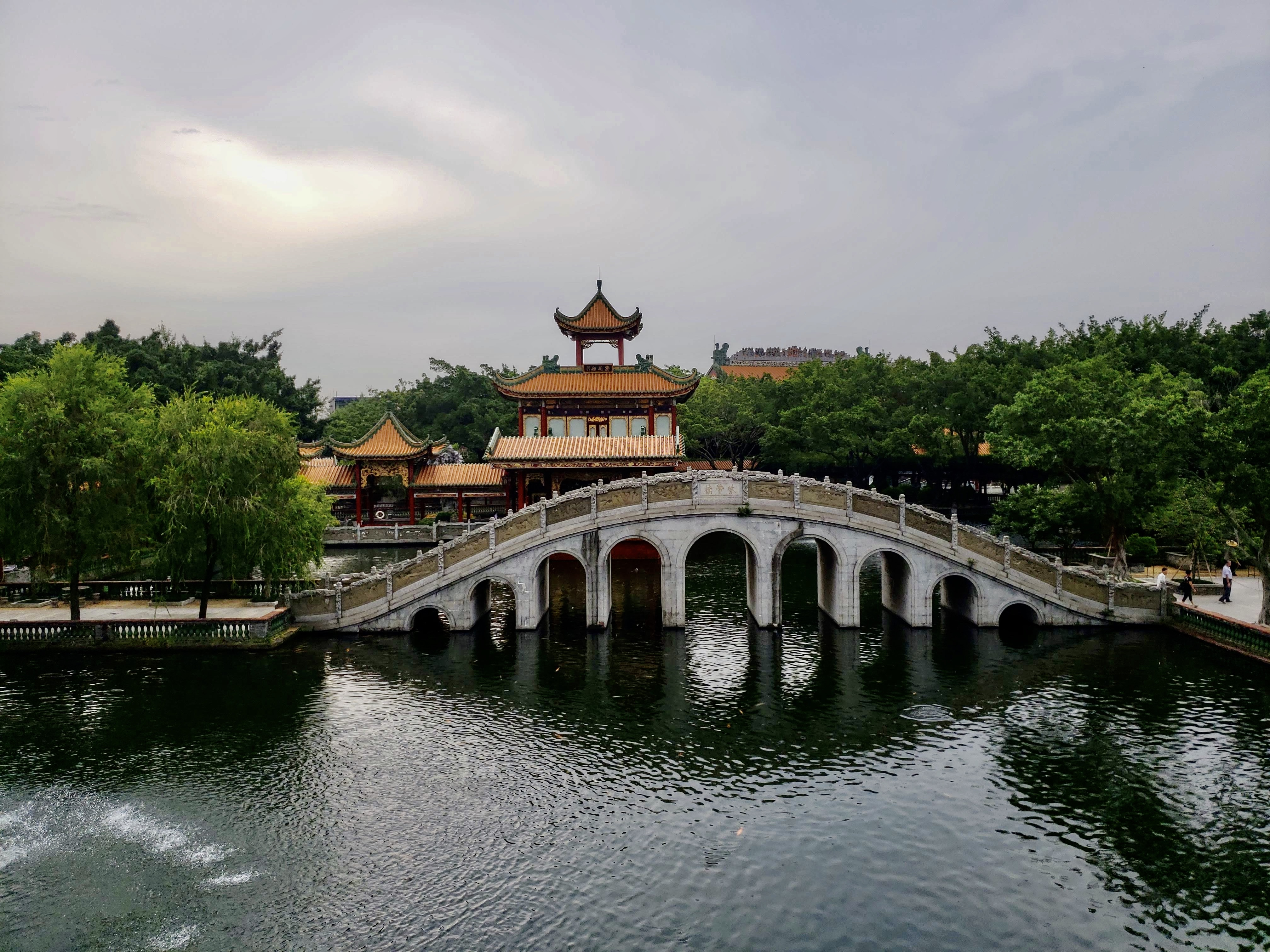
Сад Баомо
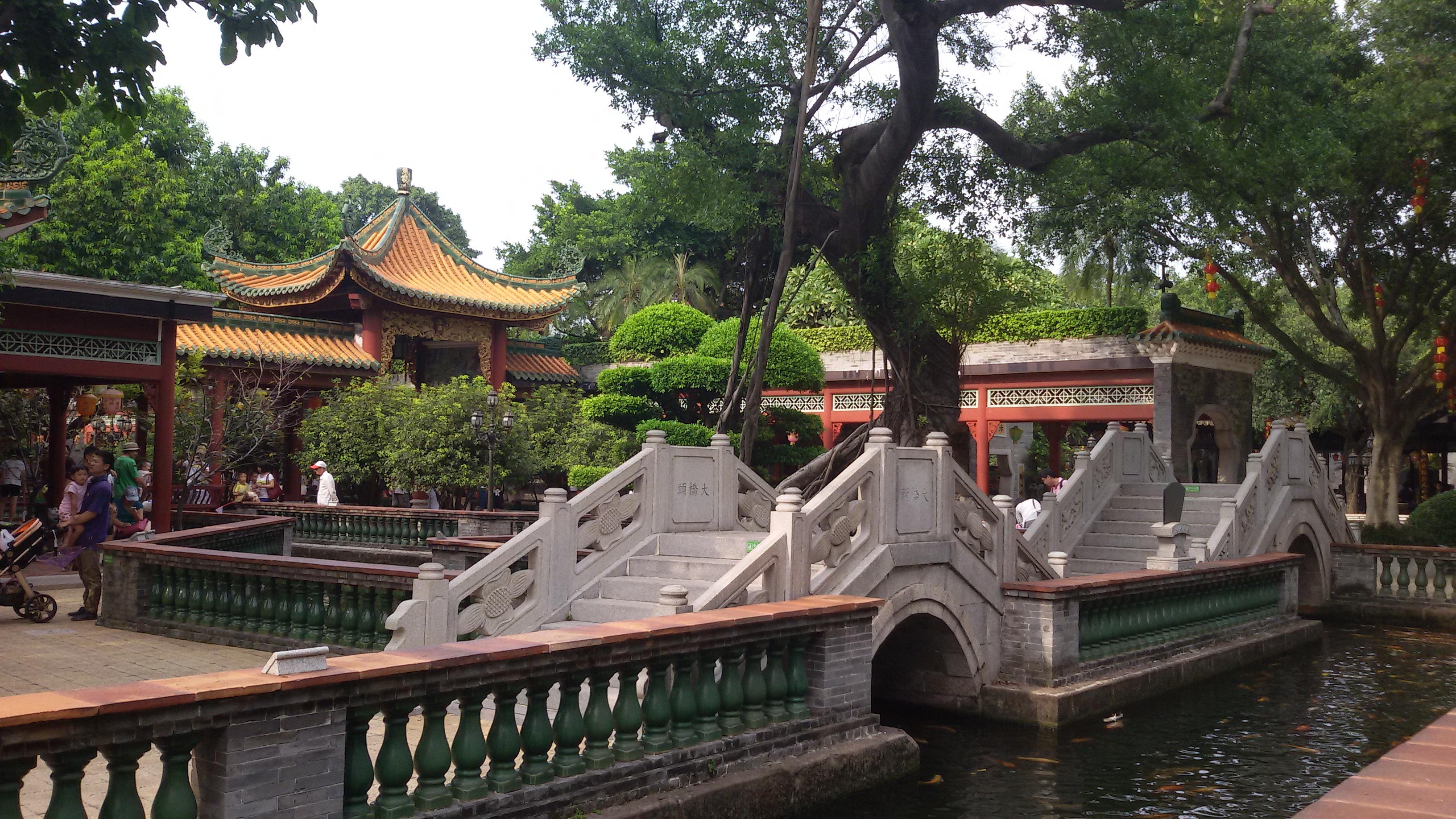
Сад Баомо
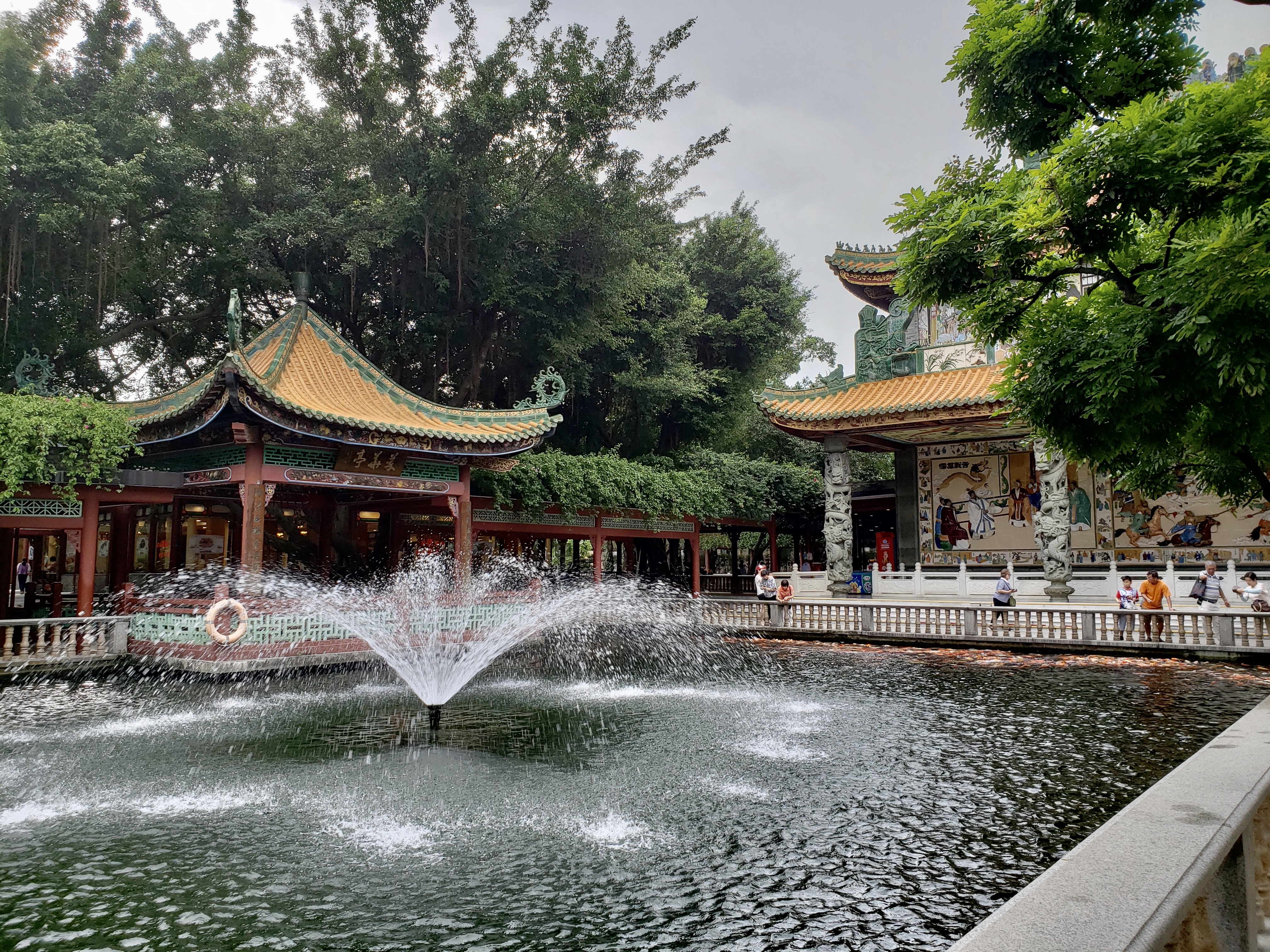
Сад Баомо

- Лотос-Хилл
- Лотос-Хилл
- Лотос-Хилл
- Лотос-Хилл

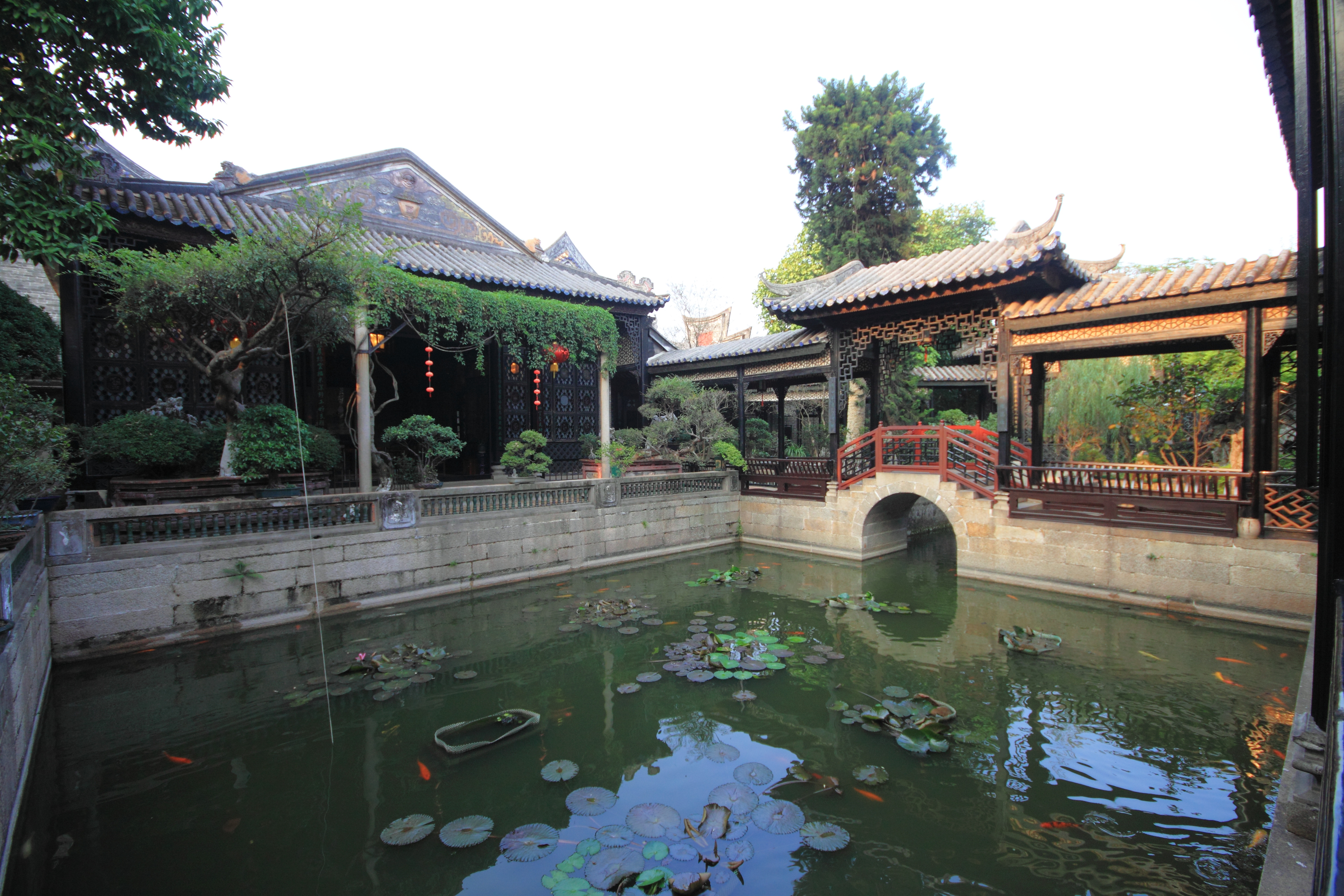
Сад Юйинь Шаньфан
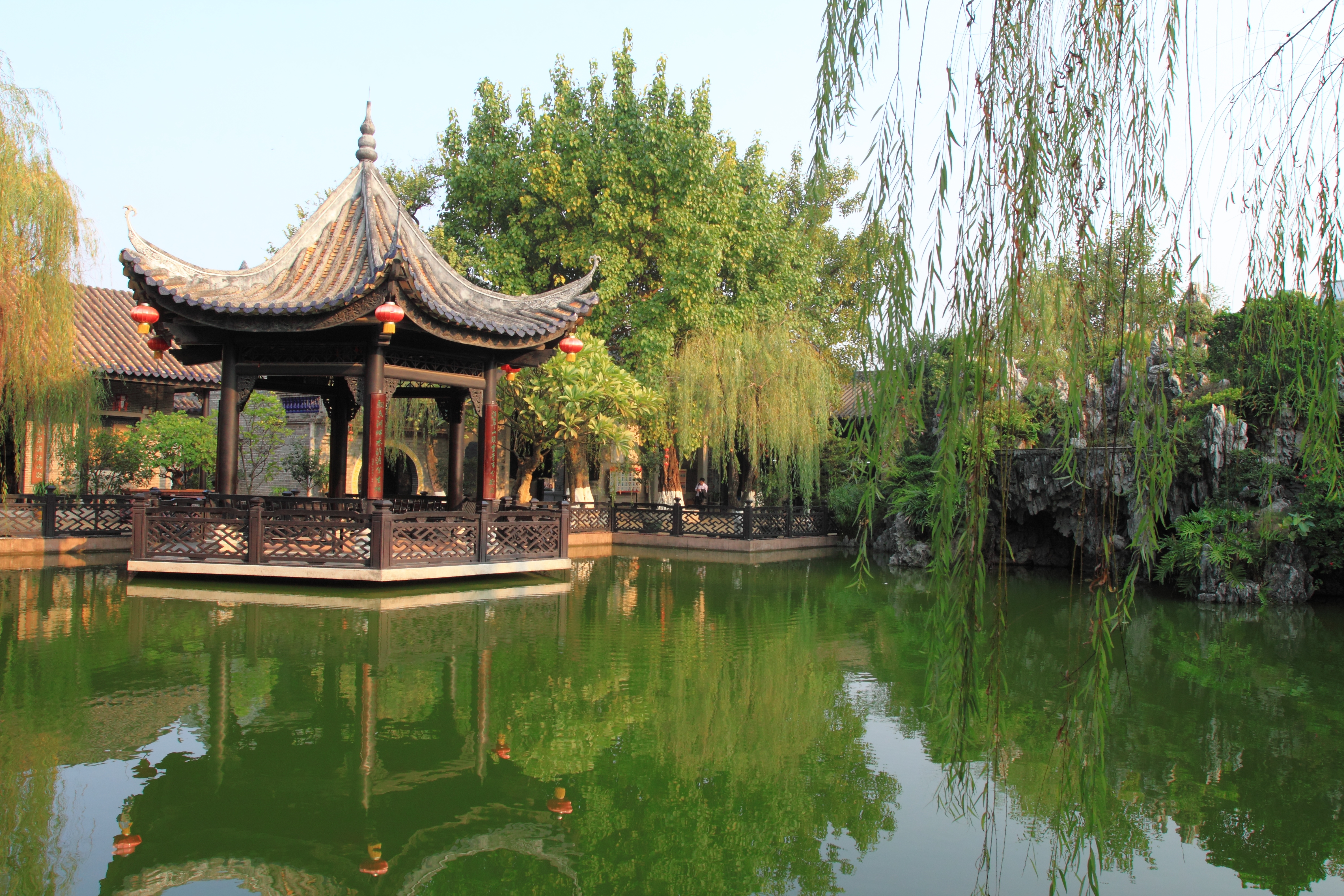
Сад Юйинь Шаньфан
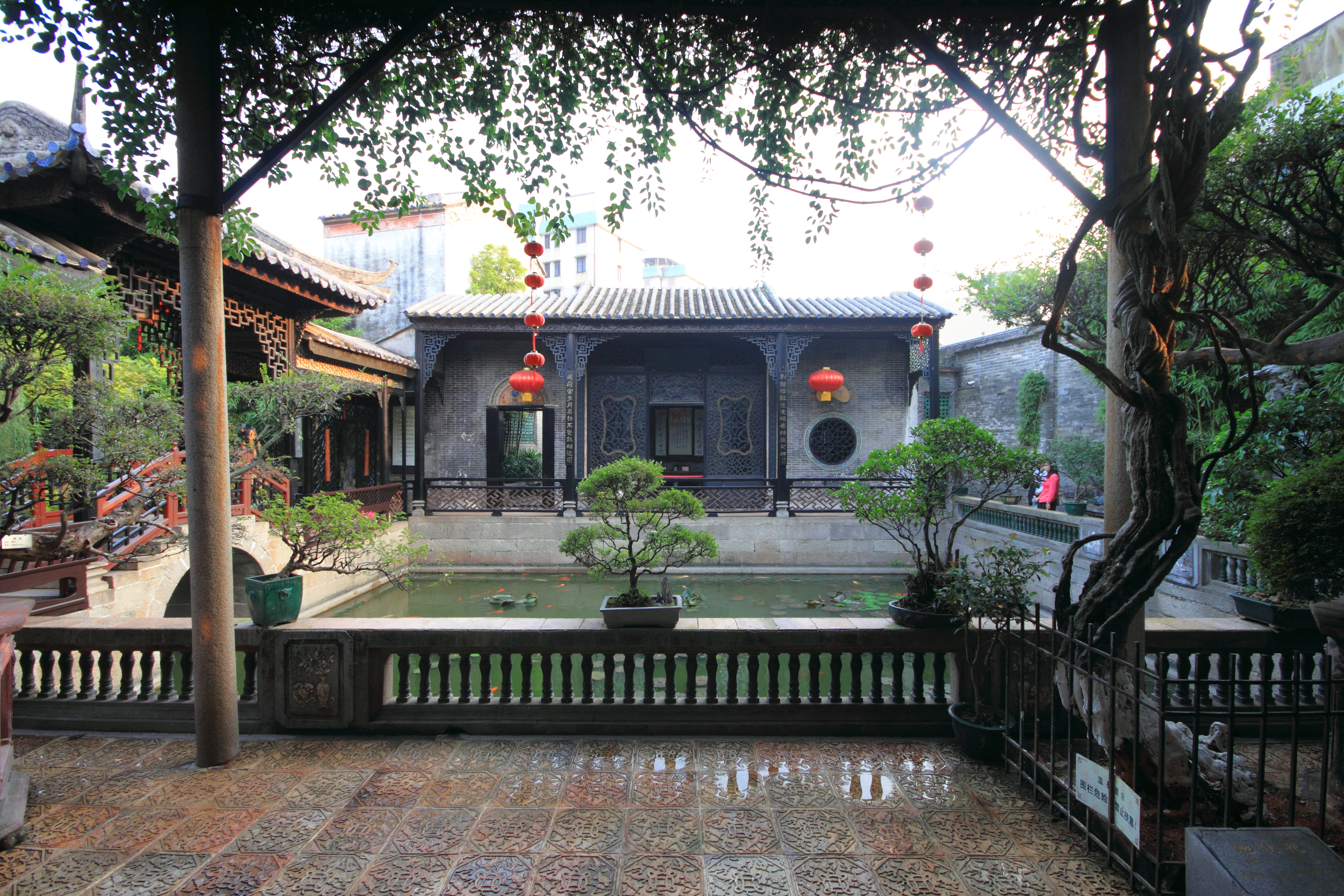
Сад Юйинь Шаньфан
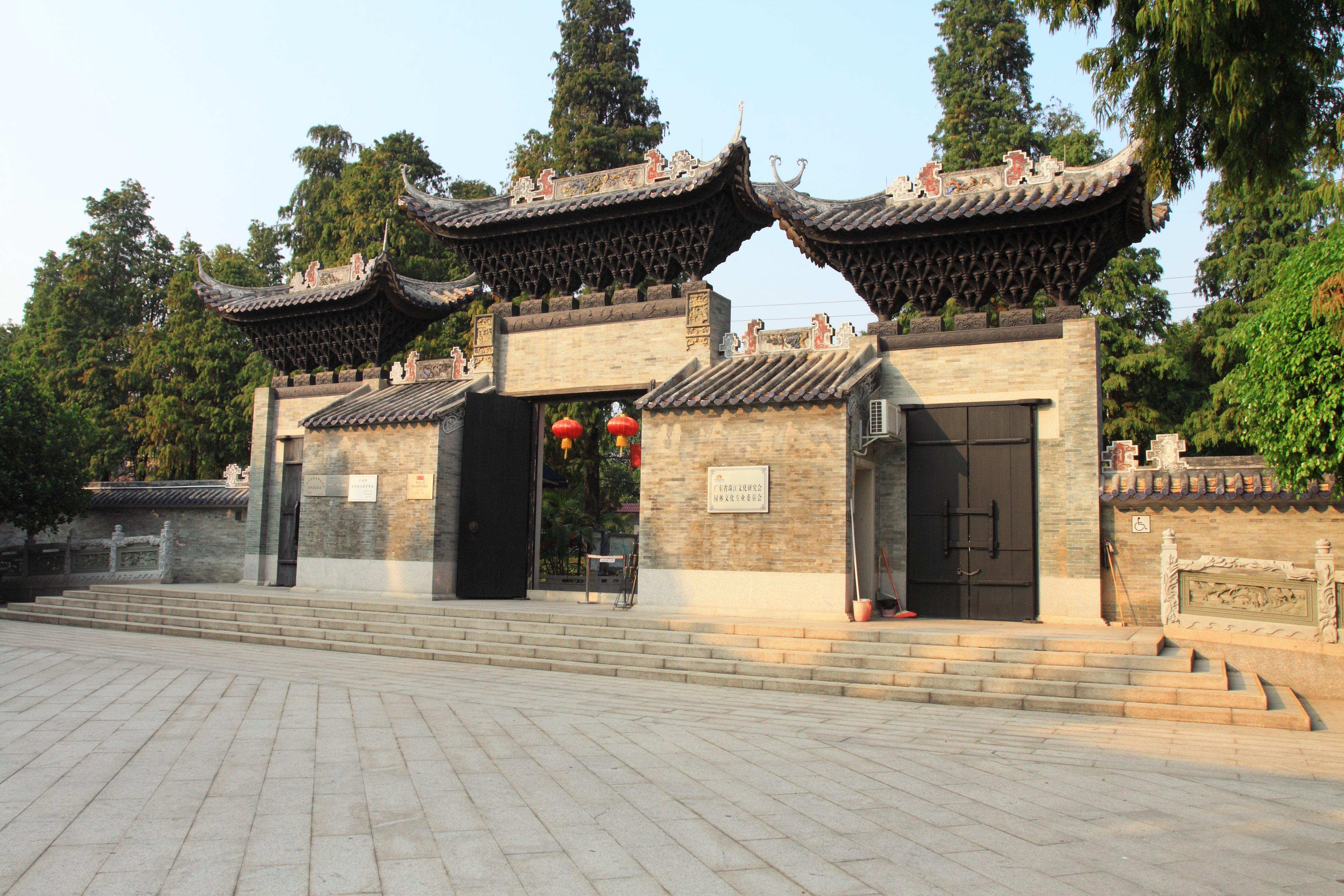
Сад Юйинь Шаньфан

Рядом с центральной площадью Паньюй (Panyu Square) расположен пятизвёздочный отель Royal Marina Plaza.

### Строительство и недвижимость
В районе имеется несколько крупных жилых массивов, в том числе Luoxi New Town на острове Луоси, Country Garden на острове Наньпу, Wanda Plaza и Wanbo Center в Нанкуне, Clifford Estate в Сяолуокуне.

## Транспорт

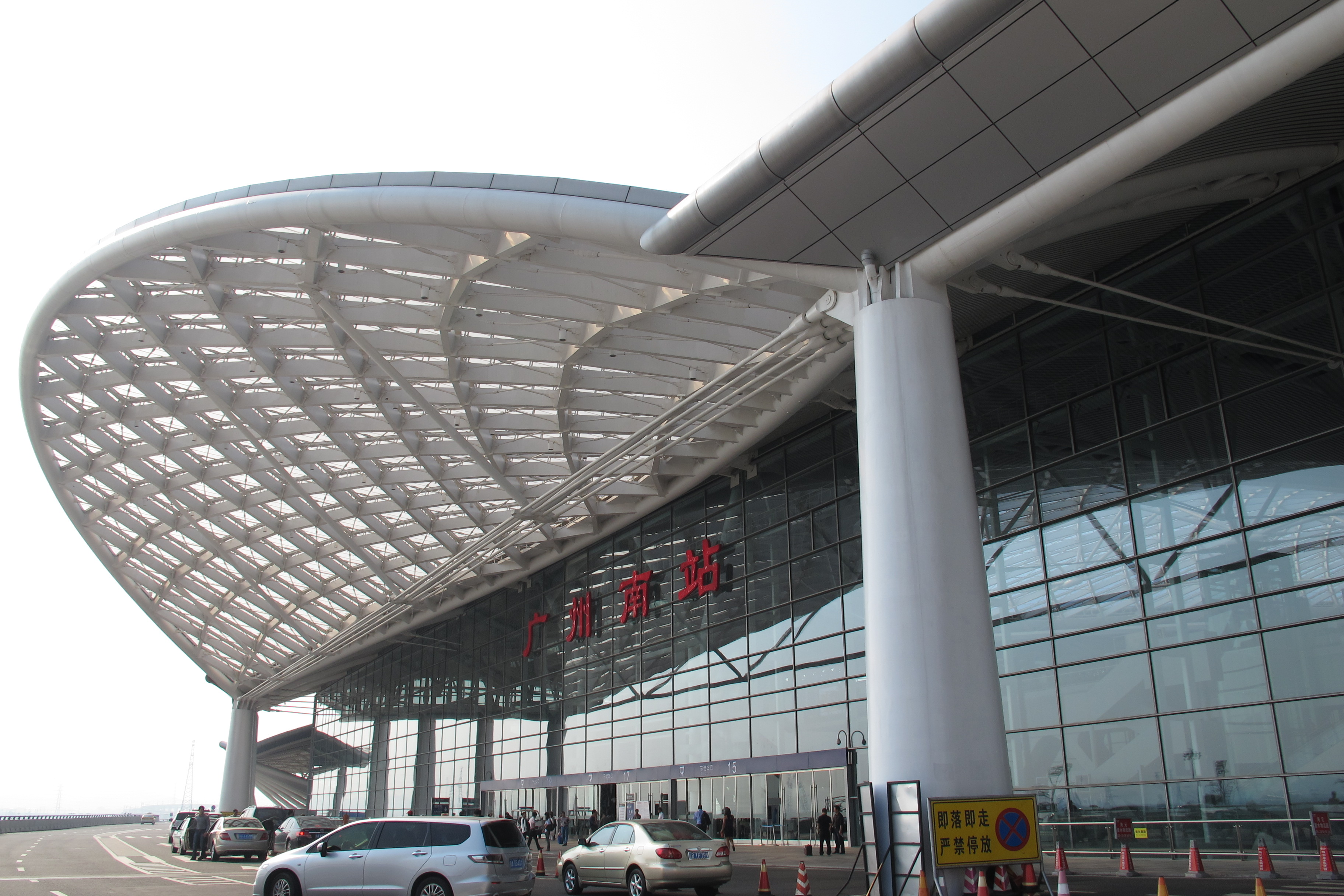
Южный вокзал

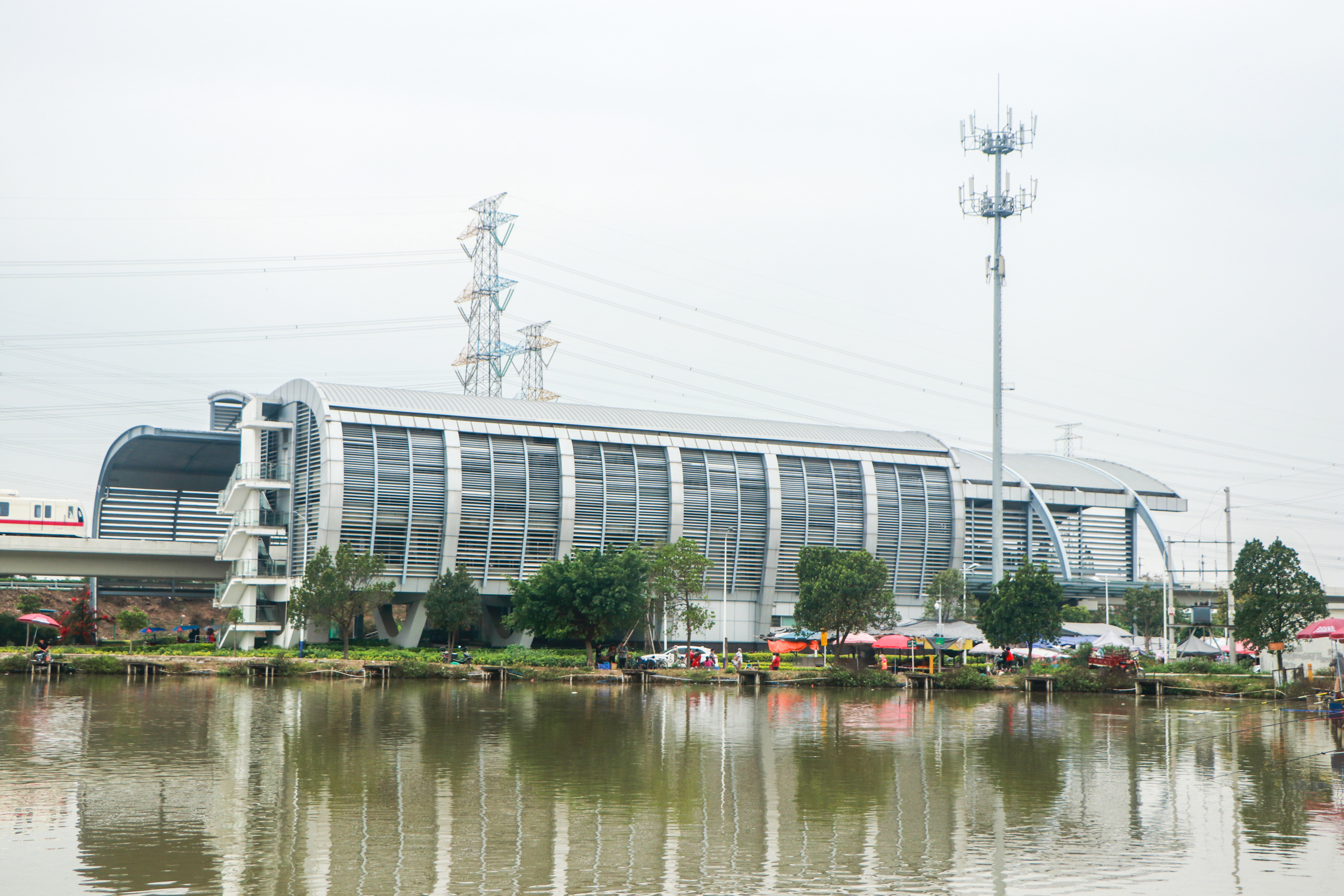
Станция метро Дичун

Главным транспортным узлом является Южный вокзал Гуанчжоу, который обслуживает поезда скоростных линий Гуанчжоу — Шэньчжэнь — Гонконг, Гуйян — Гуанчжоу, Наньнин — Гуанчжоу, Пекин — Гуанчжоу и Гуанчжоу — Чжухай. Южный вокзал открылся в 2010 году, он имеет 13 двухсторонних и 2 боковые платформы для поездов и одну двухстороннюю и 2 боковые платформы метро.
По территории района Паньюй проходят скоростные автомагистрали G1501, S5, S39 и S105 (Nansha Port Expressway). Имеется несколько крупных мостов, в том числе мост Хуанпу (2008) и мост Наньша (2019). Автобусные перевозки в районе осуществляет оператор Panyu Public Transport.
На Жемчужной реке и впадающих в неё притоках имеется множество пристаней для речных трамваев и паромов. В районе Ляньхуашань расположены грузовые причалы и паромный терминал.  

### Метрополитен
Через территорию района Паньюй проходит четыре линии метрополитена Гуанчжоу:
- Вторая линия — станции Luoxi, Nanpu, Huijiang, Shibi и Guangzhou South.
- Третья линия — станции Xiajiao, Dashi, Hanxi Changlong, Shiqiao и Panyu Square.
- Четвёртая линия — станции Higher Education Mega Center North, Higher Education Mega Center South, Xinzao, Guanqiao, Shiqi, Haibang и Dichong.
- Седьмая линия — станции Guangzhou South, Shibi, Xiecun, Zhongcun, Hanxi Changlong, Nancun Wanbo, Yuangang, Banqiao, Higher Education Mega Center South.

## Наука и образование

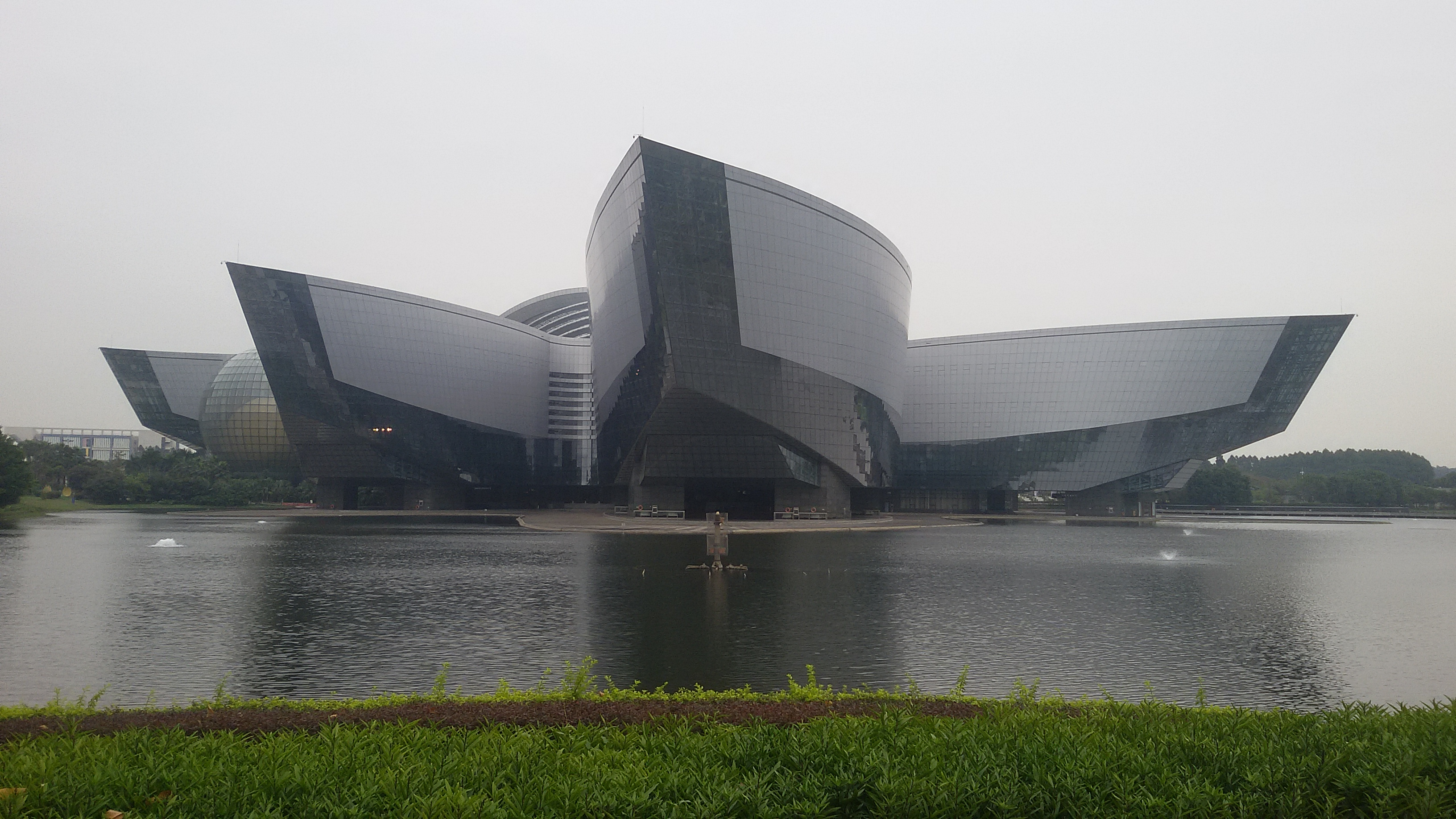
Гуандунский научный центр

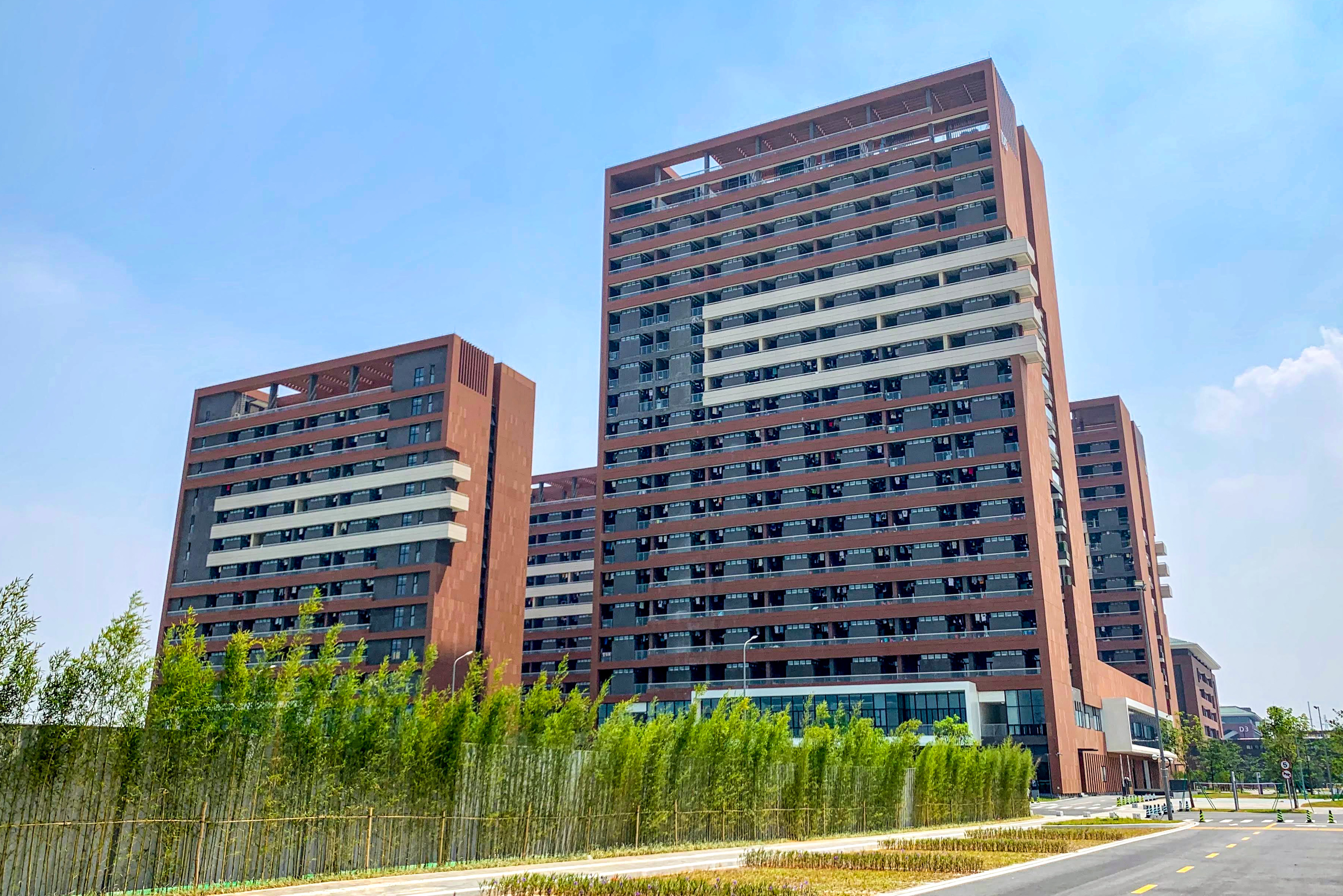
Международный кампус Южно-китайского технологического университета

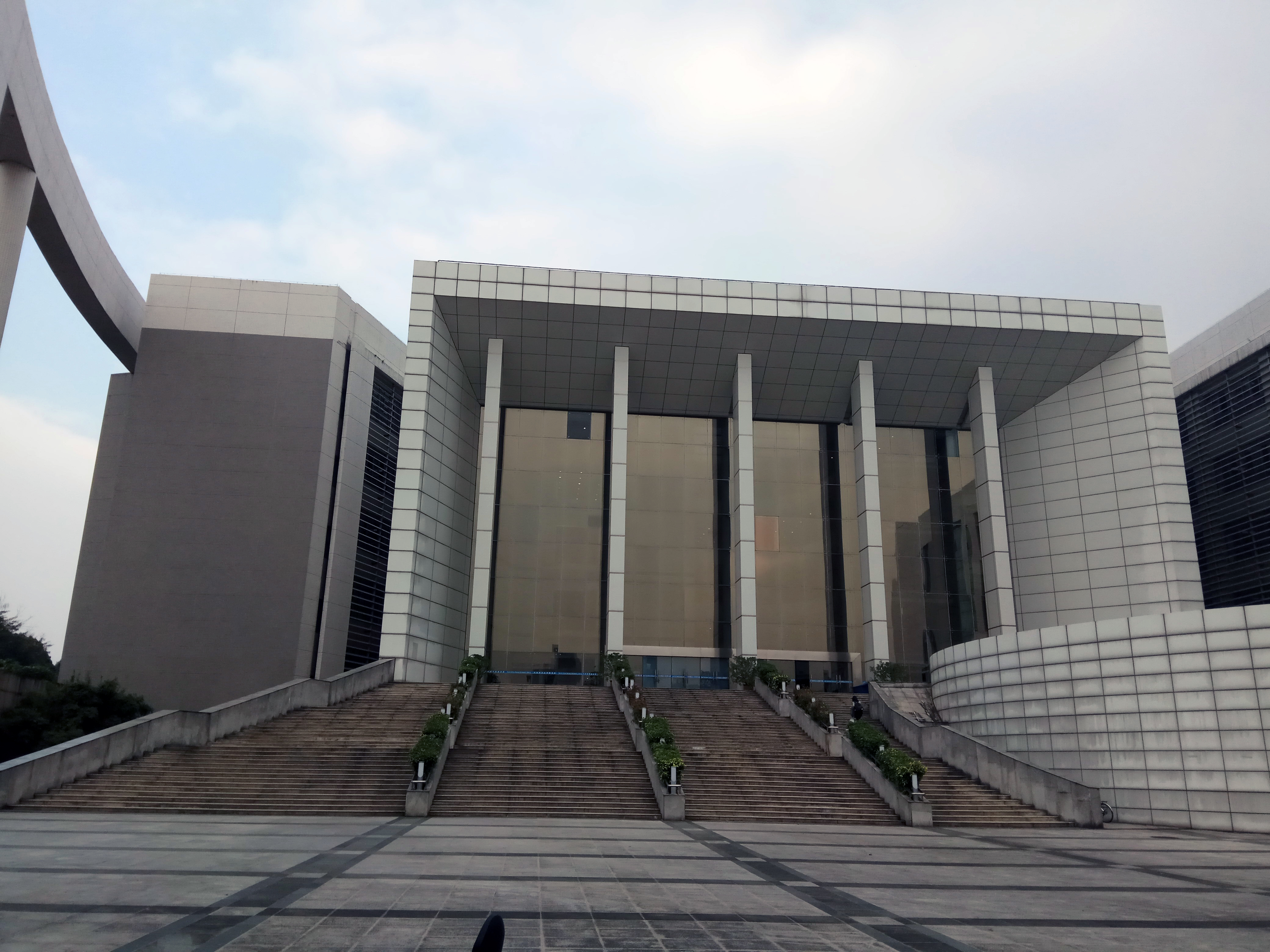
Библиотека Южно-китайского педагогического университета

На острове Сяогувэй расположены Мега-центр высшего образования Гуанчжоу, Гуандунский научный центр и технопарк Международный инновационный город Гуанчжоу (Guangzhou International Innovation City). Мега-центр, также известный как Университетский город Гуанчжоу, начал работу в 2004 году. Он построен на площади 18 кв. км и рассчитан на пребывание в нём 400 тыс. человек. 
В состав Мега-центра входят: 
- Восточный кампус университета Сунь Ятсена
  - Школа информатики и технологий
  - Национальная лаборатория здравоохранения
- Кампус университета Гуанчжоу
- Южный кампус Южно-китайского технологического университета
  - Школа биологических наук и биоинженерии
  - Школа компьютерных наук и инженерии
  - Школа программной инженерии
  - Школа дизайна
  - Школа экономики и торговли
  - Школа журналистики и коммуникаций
  - Юридическая школа
  - Медицинская школа
- Кампус Гуандунского технологического университета
- Кампус университета китайской медицины Гуанчжоу
  - Гуандунский музей китайской медицины
- Кампус Гуандунского фармацевтического университета
- Кампус Гуандунского университета иностранных языков и внешней торговли
- Кампус Южно-китайского педагогического университета
- Кампус Академии изящных искусств Гуанчжоу
- Кампус Синьхайской консерватории
- Государственная инженерная лаборатория гидравлики
- Национальный архив Гуанчжоу

Гуандунский научный центр открылся в 2008 году. Он занимается популяризацией науки, обменом знаний и технологий, организацией конференций, форумов, научных выставок и симпозиумов.
Вторая очередь Мега-центра высшего образования Гуанчжоу расположена в Синьцзао, напротив острова Сяогувэй. В её состав входят:
- Кампус университета Цзинань
- Кампус Медицинского университета Гуанчжоу
- Международный кампус Южно-китайского технологического университета
  - Школа микроэлектроники
  - Школа молекулярных наук
  - Школа биомедицинских наук

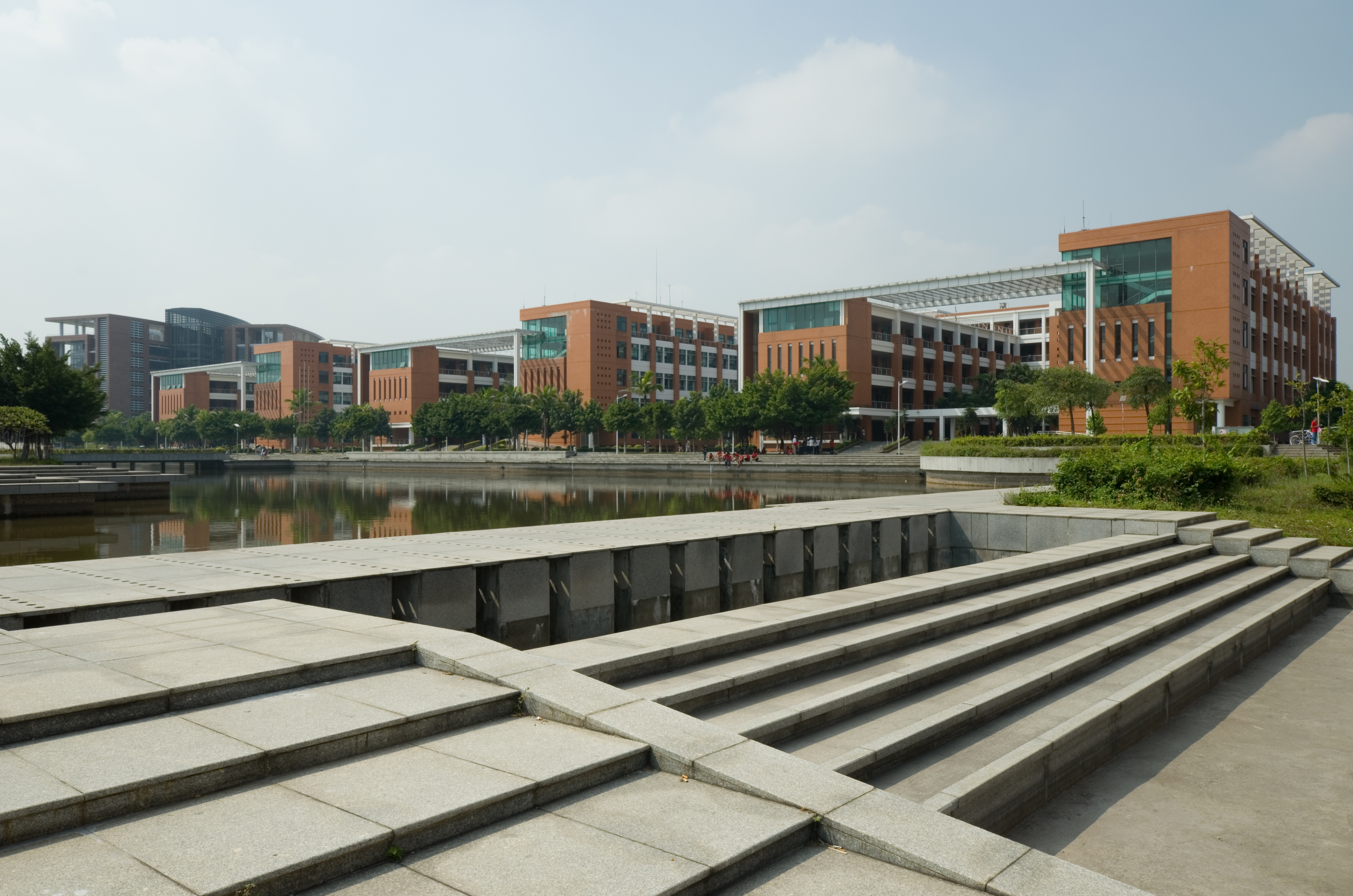
Кампус технологического университета
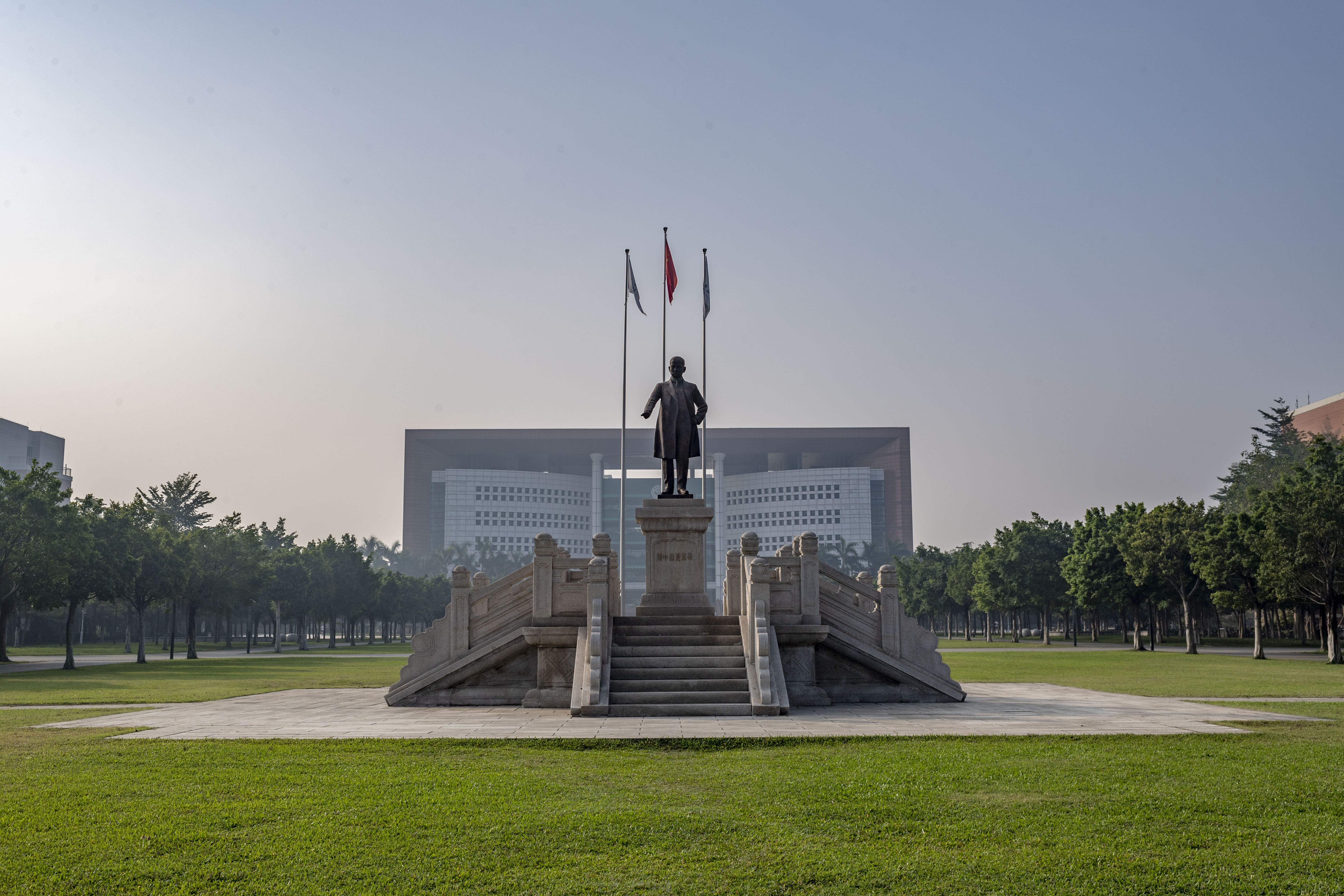
Кампус университета Сунь Ятсена
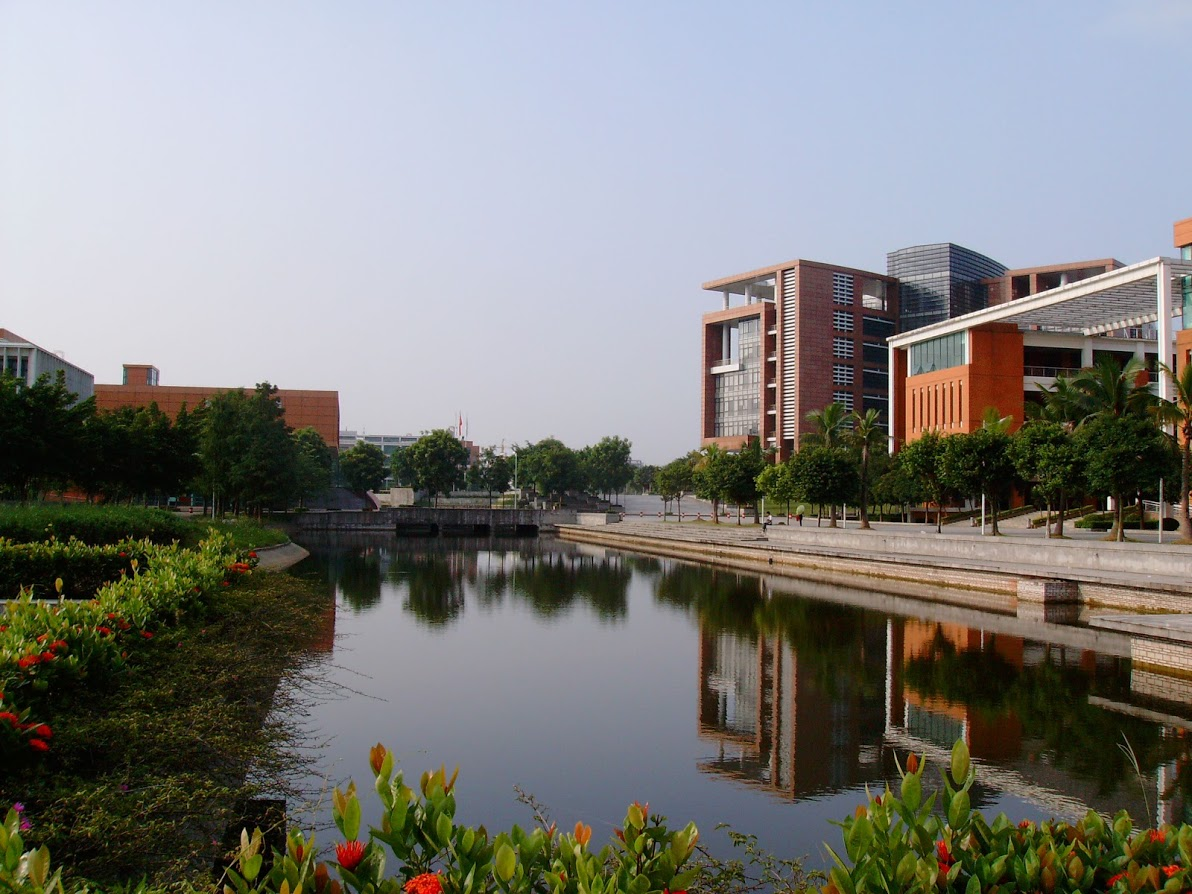
Кампус технологического университета
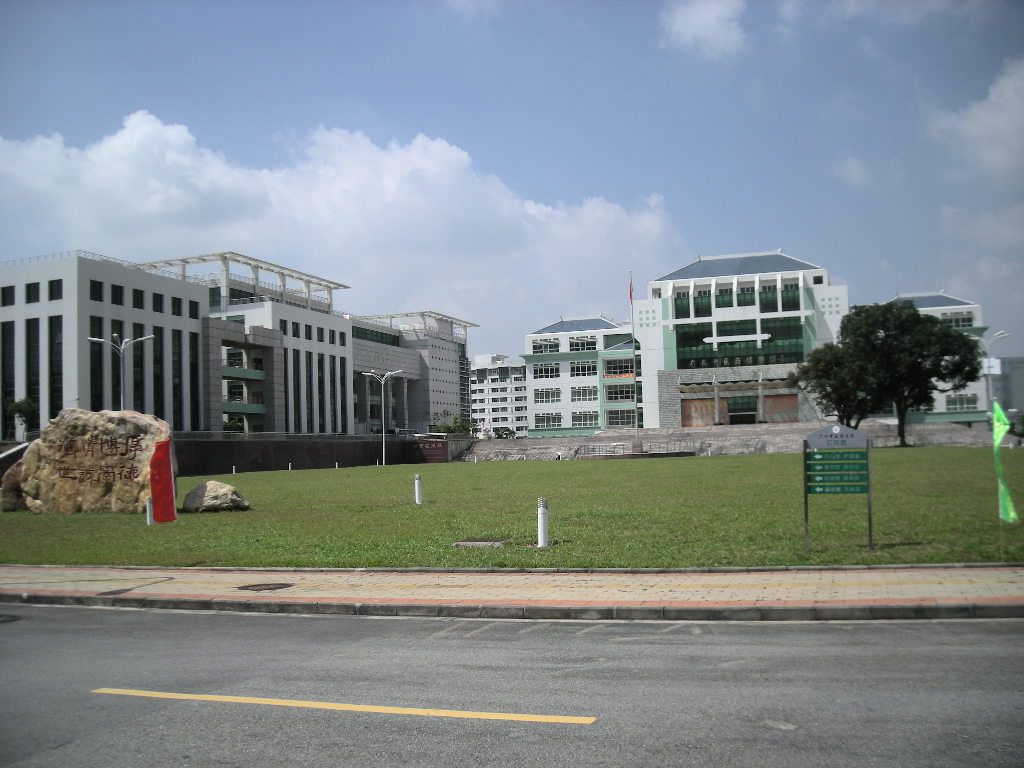
Кампус университета китайской медицины
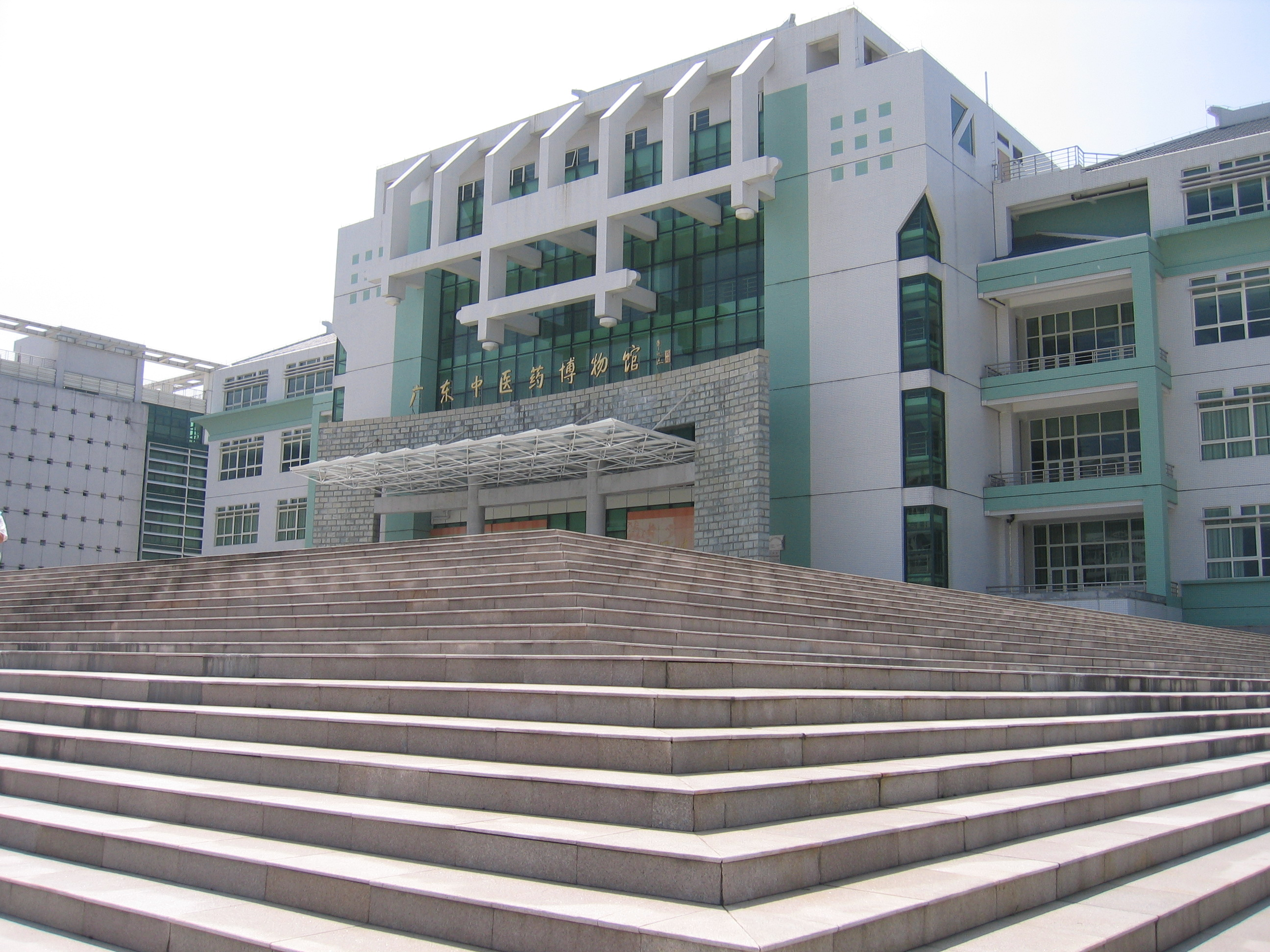
Музей китайской медицины
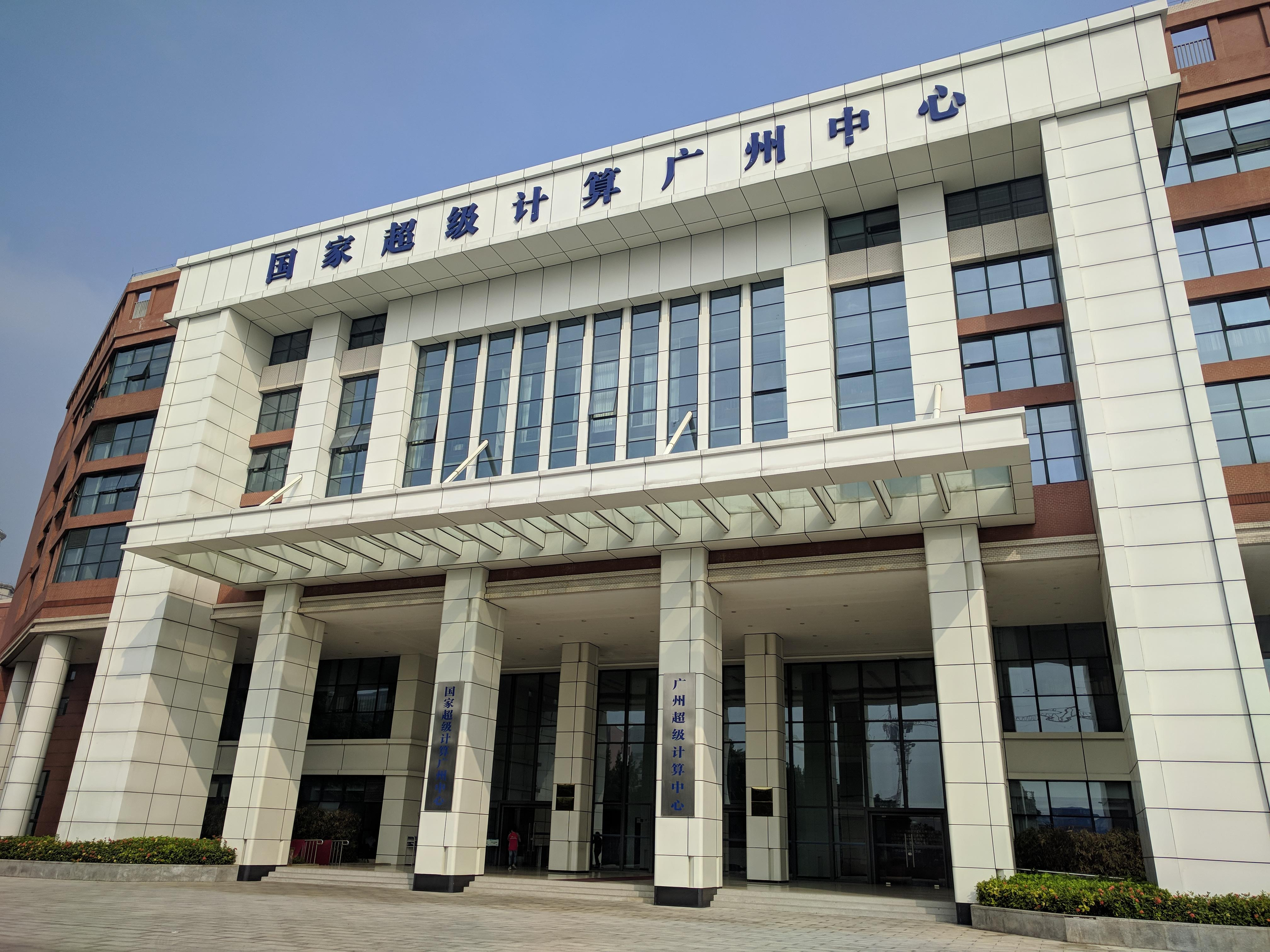
Национальный центр суперкомпьютеров

Также в районе Паньюй расположены Политехнический институт Паньюй (Guangzhou Panyu Polytechnic) и престижные школы, в том числе средняя школа Чжунъюань (Шицяо), Канадская международная школа Гуанчжоу, Международная школа Клиффорд и Корейская школа Гуанчжоу.

## Здравоохранение
Крупнейшим медицинский учреждением района является частная больница Клиффорд (Clifford Hospital), открывшаяся в 2001 году.

## Спорт

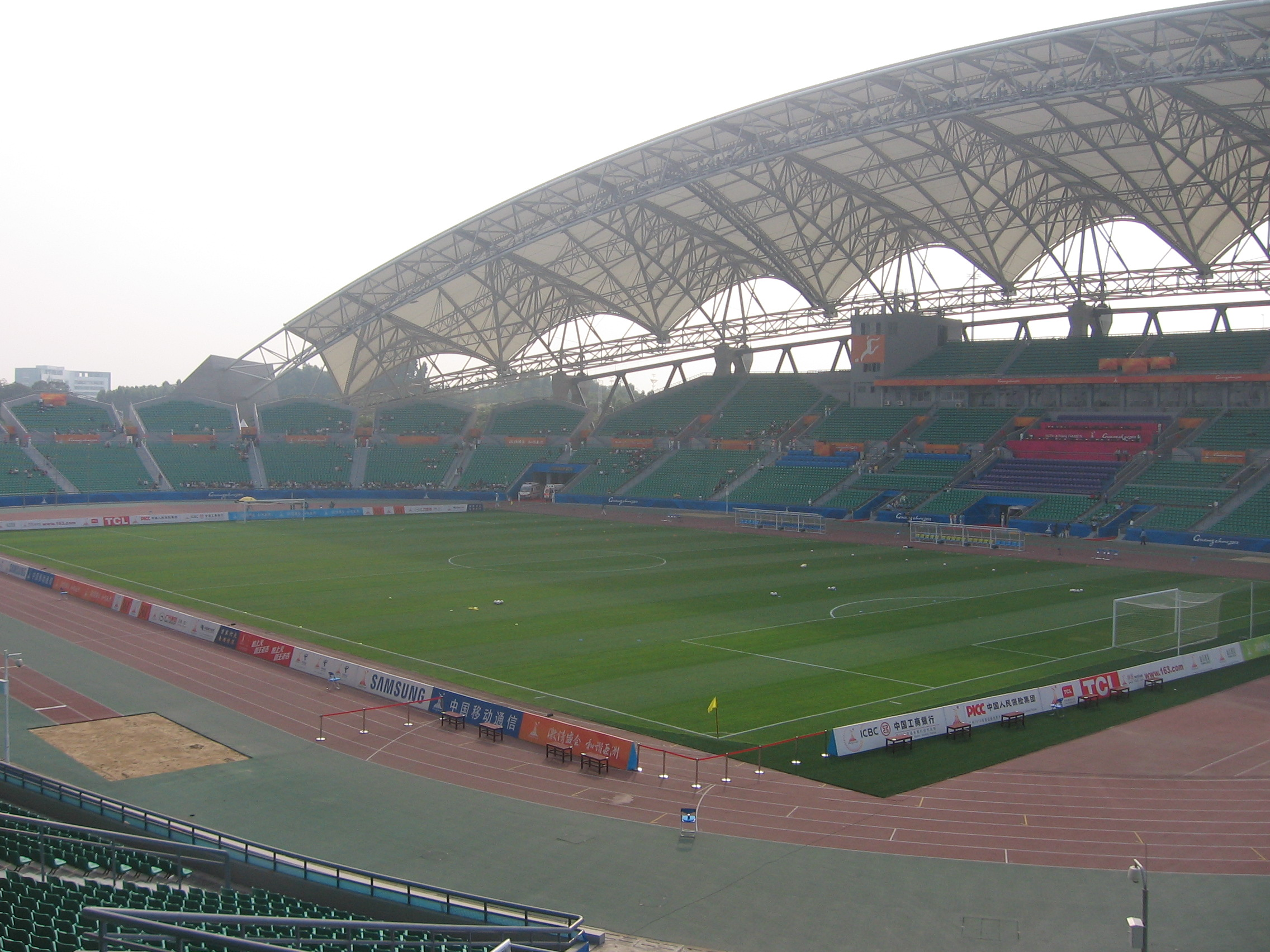
Центральный стадион

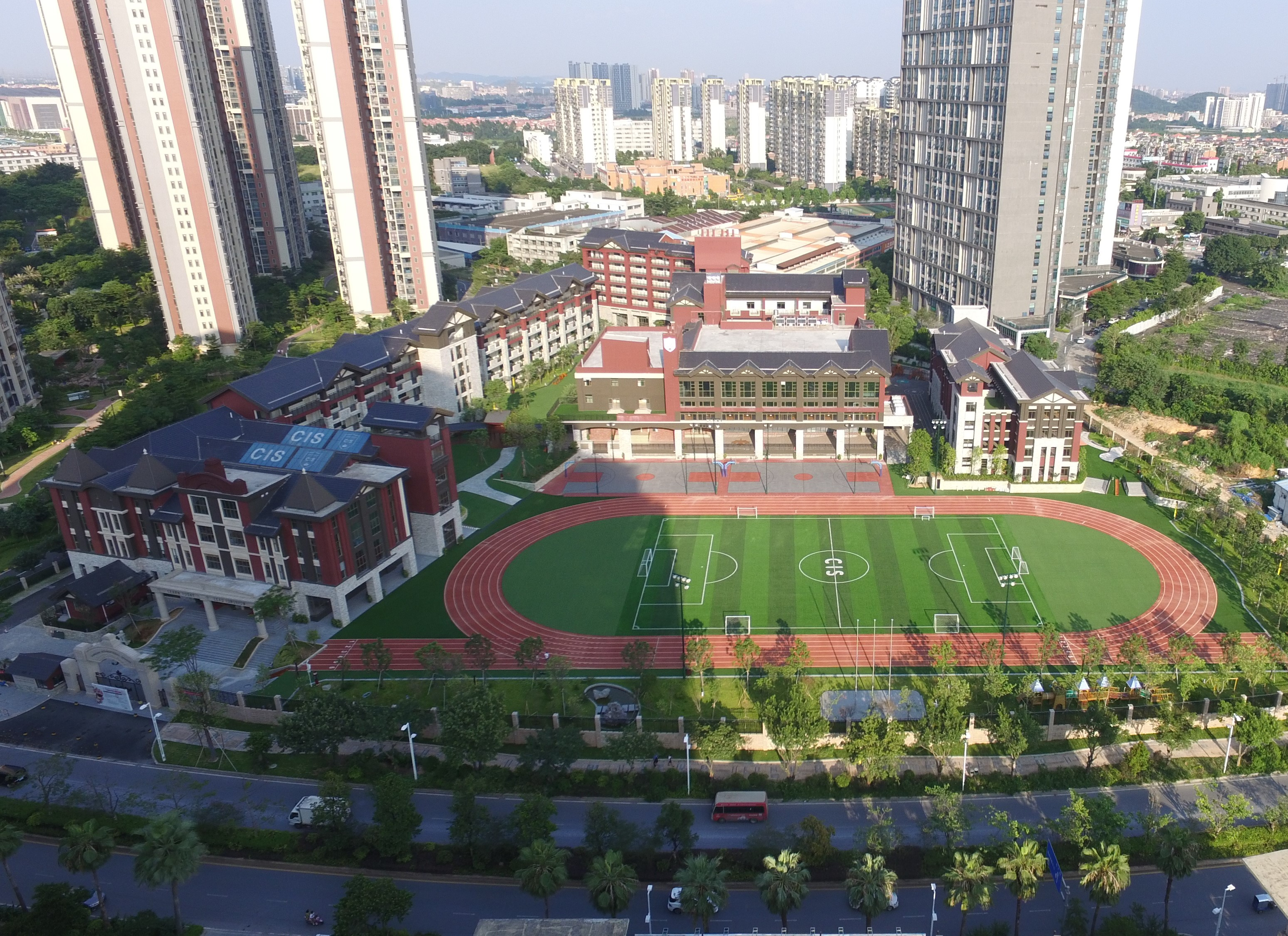
Стадион Канадской международной школы

На острове Сяогувэй расположены Центральный стадион Мега-центра высшего образования Гуанчжоу вместимостью 40 тыс. зрителей (на нём проходили Летние Азиатские игры 2010 и этапы Мировой серии по регби-7 среди женщин), а также спортивный комплекс университета Сунь Ятсена.
В районе Паньюй имеется несколько респектабельных гольф-клубов, в том числе Lotus Hill Golf Resort. Спортивные комплексы с бассейнами и стадионами имеют многие колледжи и средние школы района. Один из лучших футбольных стадионов имеет Канадская международная школа.

## Известные уроженцы
На территории района Паньюй родились: 
- Чан Соу Лин (1845—1927) — малайский предприниматель и филантроп.
- Дэн Шичан (1849—1894) — адмирал.
- Ху Ханьминь (1879—1936) — политик.
- Ши Кьен (1913—2009) — актёр.
- Джеймс Вонг (1941—2004) — певец и актёр.
- Ци Гуаньцзюнь (р. 1949) — актёр.
- Чэнь Сеся (р. 1983) — спортсменка.
- Чэнь Чжичжао (р. 1988) — футболист.
- Чэнь Цзянхуа (р. 1989) — баскетболист.

## Города-побратимы
- Авейру
- Прага 5